# Nicola II di Russia
Nicola II Romanov (in russo Николай Александрович Романов?, Nikolaj Aleksandrovič Romanov; Carskoe Selo, 18 maggio 1868, 6 maggio del calendario giuliano – Ekaterinburg, 17 luglio 1918) è stato l'ultimo imperatore di Russia.
Conosciuto nella Chiesa ortodossa russa come "Portatore della Passione", il suo titolo ufficiale era «Per Grazia di Dio, Imperatore e Autocrate di tutte le Russie» (Божию Милостию, Император и Самодержец Всероссийский, Božiju Milostiju, Imperator i Samoderžec Vserossijskij), zar di Polonia, di Mosca, di Kiev, di Vladimir, di Novgorod, di Kazan', di Astrachan' e della Siberia; granduca di Finlandia e di Lituania; erede di Norvegia; signore e sovrano di Iberia, dell'Armenia e del Turkestan; duca dello Schleswig-Holstein, dello Stormarn, di Dithmarschen e dell'Oldenburg».
Appartenente alla dinastia dei Romanov, alto 1,73 m, castano con occhi azzurri, considerato attraente in gioventù, sposò, con un iniziale contrasto con i genitori, Alice d'Assia e del Reno, sua cugina di secondo grado, figlia del granduca Luigi IV d'Assia e del Reno e della principessa Alice del Regno Unito, a sua volta figlia della regina Vittoria. Ebbe cinque figli: Ol'ga, Tat'jana, Marija, la celebre Anastasija (insieme chiamate le sorelle "OTMA", dalle iniziali dei loro nomi) e infine l'erede al trono Aleksej. Fu de facto l'ultimo Imperatore dell'Impero russo. Viene considerato il quinto uomo più ricco e il secondo capo di Stato più ricco della storia, in quanto ebbe a sua disposizione un capitale stimato in 900 milioni di dollari del 1918 (234 miliardi di euro del 2012).

## Biografia

### Giovinezza

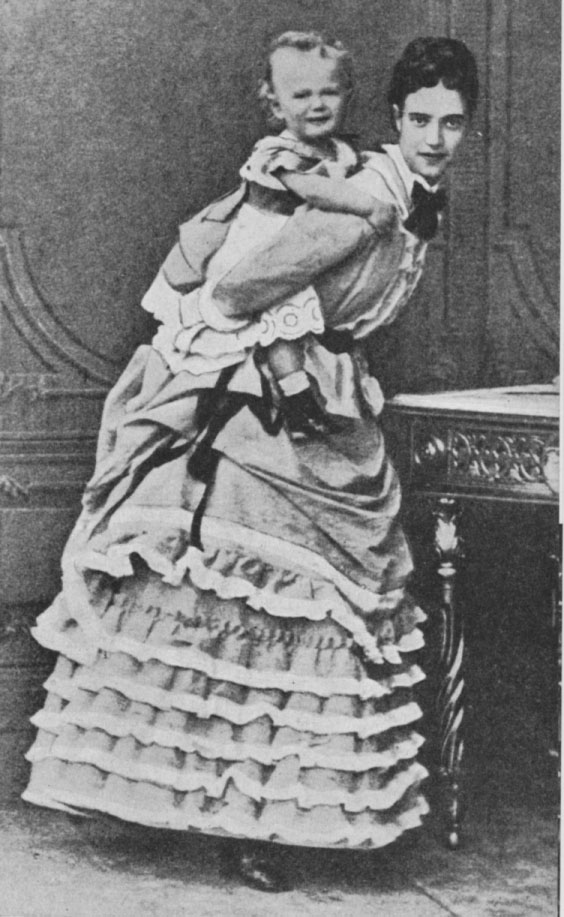
Il piccolo Nikolaj sulle spalle della madre, la zarina Marija Fëdorovna (1870)

Nikolaj Aleksandrovič Romanov nacque il 6 maggio 1868 (secondo il calendario giuliano), figlio dello zar di Russia Alessandro III e di Marija Fëdorovna. Fu il primo dei sei figli della coppia imperiale che ebbe anche Aleksandr (1869-1870), Georgij (1871-1899), Ksenija (1875-1960), Michail (1878-1918) e Ol'ga (1882-1960). Nicola era cugino di primo grado per parte materna di Giorgio V del Regno Unito (la madre di Giorgio V, Alessandra di Danimarca era sorella della madre di Nicola II, Dagmar di Danimarca; le due sorelle erano figlie della coppia Cristiano IX di Danimarca e Luisa d'Assia-Kassel). Inoltre Giorgio V, come la moglie del futuro zar, Alice d'Assia, e come Guglielmo II di Germania, era nipote della regina Vittoria e di Alberto di Sassonia-Coburgo-Gotha. Nicola II era quindi imparentato sia col sovrano inglese (cugini di primo grado) che, in via acquisita, con il kaiser tedesco (la moglie era cugina di primo grado del kaiser, ma Nicola II e Guglielmo II non avevano nonni in comune, anche se la sua bisnonna Carlotta di Prussia era la pro-zia di Guglielmo II in quanto sorella di suo nonno Guglielmo I).
Il 13 marzo 1881 assiste in prima persona all'agonia del nonno, lo zar Alessandro II, ucciso a San Pietroburgo in un attentato dell'organizzazione rivoluzionaria Narodnaja Volja.
Fin dall'infanzia dimostra un carattere serio e riservato, prono alle indicazioni dei precettori e alle imposizioni del forte carattere del padre. Alessandro III affida l'educazione del ragazzo a uomini di spicco del suo governo, tra cui il procuratore del Santo Sinodo, Konstantin Petrovič Pobedonoscev, il generale Danilovič, il ministro delle finanze Nikolaj Bunge.
Nel 1884, a sedici anni, incontra per la prima volta la futura moglie, oltre che cugina di secondo grado, la principessina tedesca Alice d'Assia e del Reno, alla quale sarà idealmente legato per tutta l'adolescenza, non facendone segreto nemmeno ai suoi familiari. Tuttavia la prospettiva di un possibile matrimonio con una principessa tedesca contraria tanto lo Zar quanto la Zarina, e Alessandro III preme su Nikolaj Aleksandrovič perché abbandoni qualsiasi speranza di un'unione con Alice; incoraggia quindi la vita mondana del figlio nell'intento di concentrare la sua attenzione altrove: per questo motivo favorisce una relazione dell'erede con la prima ballerina del Teatro Marinskij di San Pietroburgo, Mathilde Kšesinskaja. Nikolaj Aleksandrovič, nonostante il suo legame con la ballerina, non dimentica la principessa Alice, e nei suoi diari scrive che il suo sogno è, un giorno, di sposarla.
Dal 1885 al 1890 l'erede frequenta la facoltà di scienze politiche ed economiche presso l'istituto di giurisprudenza dell'Università di San Pietroburgo, accompagnando a tali studi il servizio nella guardia imperiale (dove guadagna il titolo di colonnello) e i corsi dell'Accademia di stato maggiore. Dai diari del giovane Nikolaj Aleksandrovič si desume un forte entusiasmo per la vita da caserma, per le parate, gli addestramenti e la vita dei giovani soldati nella capitale. Lo Zar però non fa nulla per avvicinarlo ai problemi di Stato o di governo: insiste sulla sua educazione giuridica e militare, sui ruoli di rappresentanza dello zarevic presso le grandi corti europee, ma allo stesso tempo tralascia completamente di prepararlo al trono.
Il 23 ottobre 1890, l'erede intraprende un viaggio, per ordine dello Zar, sull'incrociatore Pamjat' Azova alla volta dell'Egitto, delle Indie orientali, della Cina e del Giappone. Lo accompagnano tra gli altri il fratello Giorgio e il principe Giorgio di Grecia. Durante la permanenza in Giappone, il futuro zar subisce un attentato da parte di un samurai, che gli procura una ferita alla testa e che lo costringe a interrompere il viaggio e a far ritorno a casa, attraverso la Siberia. Tornato dal viaggio, decide di interrompere definitivamente la relazione con la Kšesinskaja.
Durante i primi anni 1890, le condizioni di salute dello zar Alessandro III peggiorano ed egli, pronosticando forse una vicina successione di Nikolaj Aleksandrovič al trono, dà il consenso al figlio di fidanzarsi con Alice. L'8 aprile 1894 Nikolaj Aleksandrovič e Alice d'Assia si fidanzano ufficialmente al castello di Ehrenburg a Coburgo, alla presenza del loro vasto reale parentado europeo (tra cui il kaiser Guglielmo II e la regina Vittoria), riunitosi in occasione del matrimonio del fratello di lei, Ernesto Luigi d'Assia.

### Primi anni di regno
Il 1º novembre 1894, giorno della morte di Alessandro III, Nikolaj Aleksandrovič Romanov ottiene formalmente il trono di Russia; tuttavia il cugino e amico d'infanzia Aleksandr Michajlovič Romanov riferisce che quel giorno lo vide scosso e disperato. Infatti fino ad allora non aveva mai ricoperto posizioni di responsabilità e lui stesso disse in lacrime al cugino: 
Questa inesperienza sarebbe stata determinante per la grande influenzabilità da lui dimostrata nei primi anni del suo regno, e per comprendere la priorità più volte manifestata da Nicola II verso problemi di carattere familiare e privato di fronte agli affari di Stato (come la fiducia data a Rasputin anche in questioni di primario carattere governativo, derivata dal fatto che quest'ultimo avrebbe avuto straordinario potere riguardo alla salute dello zarevic Aleksej).

Il 14 novembre Nikolaj Aleksandrovič sposa la principessa Alice d'Assia nella cappella del Palazzo d'Inverno. Pochi giorni prima, la futura Zarina ha abbandonato la fede protestante per essere battezzata nell'ortodossia, assumendo il nome russo di Aleksandra Fëdorovna. I primi giorni di matrimonio, che coincidono anche con i primi del suo regno, vedono il giovane Nicola II molto combattuto tra una vita familiare che lo appaga e gli impegni istituzionali che gravano su di lui. La sua pagina di diario del 17 novembre è emblematica: 
La coppia ebbe 5 figli:
1. Ol'ga (15 novembre 1895 - 17 luglio 1918)
2. Tat'jana (10 giugno 1897 - 17 luglio 1918)
3. Maria (26 giugno 1899 - 17 luglio 1918)
4. Anastasija (18 giugno 1901 - 17 luglio 1918)
5. Aleksej (12 agosto 1904 - 17 luglio 1918)

Il 26 maggio 1896 è incoronato con una fastosa cerimonia col nome di Nicola II, zar di tutte le Russie e basileus della Chiesa ortodossa russa. Sin dai primi giorni di regno i contemporanei vedono in alcuni avvenimenti i presagi di future disgrazie. Il più citato di questi avvenimenti è la tragedia del campo di Chodynka presso Mosca, nel corso dei festeggiamenti per l'incoronazione: a causa della cattiva organizzazione di argini e impalcature atte a contenere la folla, 1 400 persone muoiono schiacciate. Ancora sotto la forte influenza degli zii Vladimir, Pavel e Sergej, il nuovo zar annulla le sue intenzioni iniziali di sospendere i festeggiamenti di fronte alla tragedia e suscita così le prime e feroci critiche, nonostante abbia predisposto un forte indennizzo per ciascuna delle famiglie delle vittime.

### Politica interna

#### La compagine conservatrice
Dal carattere mite e influenzabile, dedica i primi anni di regno a mantenere – seguendo la linea del padre – l'assetto accentrato del potere, che aveva permesso fino ad allora di conservare la stabilità governativa. Tra i suoi principali collaboratori figurano uomini di spicco del regno di Alessandro III come il procuratore del Santo Sinodo Pobedonoscev, i Ministri degli Interni Ivan Logginovič Goremykin (dal 1895 al 1899) e Vjačeslav Konstantinovič Pleve (dal 1902 al 1904), il capo della polizia di San Pietroburgo Dmitrij Fëdorovič Trepov (dal 1896 al 1905). La scelta del suo gabinetto connota l'orientamento che avranno i primi anni del regno del giovane Nicola II.
Totalmente alieno, in gioventù, dalla realtà dello Stato, Nicola è giunto al trono portando a propria legge le dottrine conservatrici apprese da Pobedonoscev e la politica fortemente autoritaria del padre (a sua volta influenzata dall'esito tragico della politica liberale del precedente zar).
Accanto ai suddetti pregiudizi politici, accompagna una concezione fortemente idealizzata della tradizione e della realtà russa, influenzato dalle biografie dei santi ortodossi e dello zar Alessio I, conosciuto nella storia russa come "lo zar buono"; e come quest'ultimo vorrebbe diventare un vero "padre del popolo" (titolo culturale degli zar nelle campagne russe). Allo stesso tempo, accondiscendendo alle richieste della timida e puritana moglie, allontana sé e la sua famiglia dalla vita mondana dell'aristocrazia russa, scegliendo come residenza il piccolo palazzo Aleksandrovskij situato nel parco di Carskoe Selo.
Ciò renderà lui – e soprattutto Aleksandra Fëdorovna – alieni alle simpatie di gran parte della Grande nobiltà di Mosca e San Pietroburgo, che non si riconosce in questo zar che privilegia uno stile di vita sobrio e distaccato dal mondo della corte. Sotto l'impulso del reazionario conte Pleve, ministro dell'Interno, sottomette gli Zemstvo (assemblee provinciali aperte al popolo) a dei funzionari statali, e accondiscende a una "russificazione" delle gubernije, in particolare del Regno del Congresso, nell'attuale Polonia, del Granducato di Finlandia e del Caucaso.

#### Il ministero di Vitte
In seguito Nicola II nomina nuove personalità che, al contrario della compagine conservatrice, comprendono la necessità di numerosi cambiamenti di cui la Russia abbisogna. Più di tutti eserciterà la sua influenza sul sovrano Sergej Jul'evič Vitte, ministro delle Finanze (dal 1892 al 1903), poi Primo ministro (dal 1905 al 1906). Durante il primo incarico, Vitte esercita di fatto anche la posizione di primo ministro ed esercita un notevole influsso sulla politica estera; gli obiettivi principali sono di portare il paese al ruolo di grande potenza europea e a una posizione di vantaggio nella corsa imperialistica.

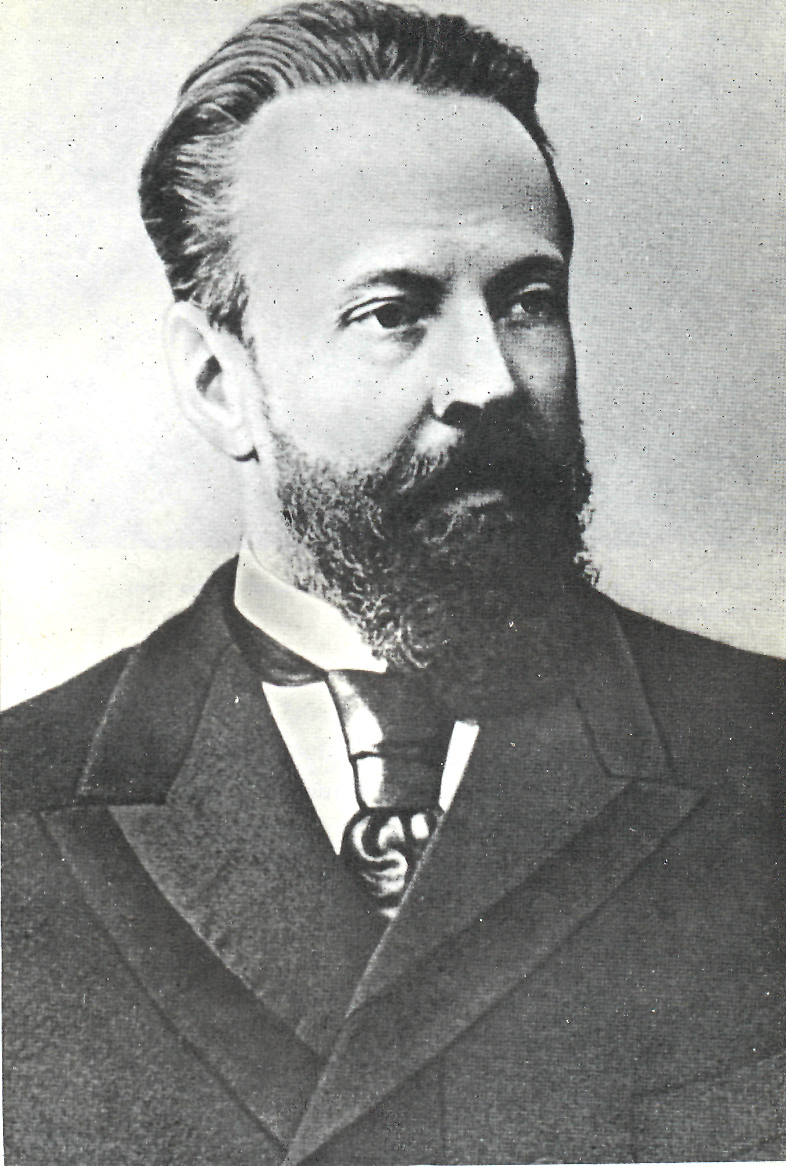
Sergej Jul'evič Vitte nel 1905

Vitte si rende conto meglio di altri che, per rendere attuabili le riforme e lo sviluppo industriale ed economico, sono necessari presupposti sociali, culturali e politici, che permettano al paese di abbandonare gradualmente l'impianto ideologico di stampo autocratico e classista e avviare la liberalizzazione e la democratizzazione. I suoi tentativi sono però ostacolati dal fronte unito degli aristocratici latifondisti e dei grandi proprietari terrieri. Nicola II, inoltre, non tenendo in conto simpatie e antipatie personali nella scelta dei ministri di fronte alle necessità di politica interna, ha non pochi problemi di incomunicabilità con questi ultimi, soprattutto se si tratta di politici dalla forte personalità come Vitte; a causa di ciò si hanno numerosi contrasti tra il sovrano e il suo primo ministro.
Nonostante tutto, Nicola II è consapevole del valore di Vitte, che ha mano libera per tutta la durata dei suoi ministeri: il grado di industrializzazione raggiunto negli anni Novanta rappresenterà l'ultimo tentativo di modernizzare il paese e di adeguarlo alla nuova realtà imperialistica.
Prima della fine del secolo, la bilancia commerciale russa dà già i primi progressi e questo consente di arrivare alla copertura aurea del rublo, che diviene così convertibile e affidabile, risvegliando gli interessi degli operatori stranieri in Russia. Queste e altre misure economiche rendono possibile uno sviluppo del 50% delle ferrovie in tutto il paese e la realizzazione della ferrovia Transiberiana, terminata nel 1901.
Al completamento del progetto fa seguito un forte impulso alla produzione di ferro e acciaio in numerosi siti dell'Ucraina e all'estrazione del carbone (in particolare nel bacino del Donec) e del petrolio. La politica agraria, al contrario, si dimostra fallimentare e inadeguata sebbene segua un forte ripopolamento della Siberia e dei territori in Estremo Oriente. L'attenzione per lo sfruttamento delle risorse orientali tuttavia genera un conflitto amministrativo di competenze tra i ministeri delle Finanze e degli Esteri. Intorno al 1899 la politica di Vitte ha portato al successo i primi anni del regno di Nicola II, e si arriva a paragonarlo a Colbert e Turgot. Tuttavia, nello stesso anno, a due cattivi raccolti segue una terribile carestia in sedici governatorati; il consecutivo crollo industriale causa la chiusura di molte imprese appena costituite. Nel 1900, in piena crisi mondiale della moneta, queste catastrofi si acuiscono causando la chiusura di industrie e banche: gli oppositori latifondisti di Vitte approfittano della situazione per rinnovare gli attacchi contro di lui, definendolo il "padre della socialdemocrazia". Solo nel 1903 la Russia riprende l'ascesa economica.

### Politica estera

#### L'appello al disarmo e la conferenza dell'Aja

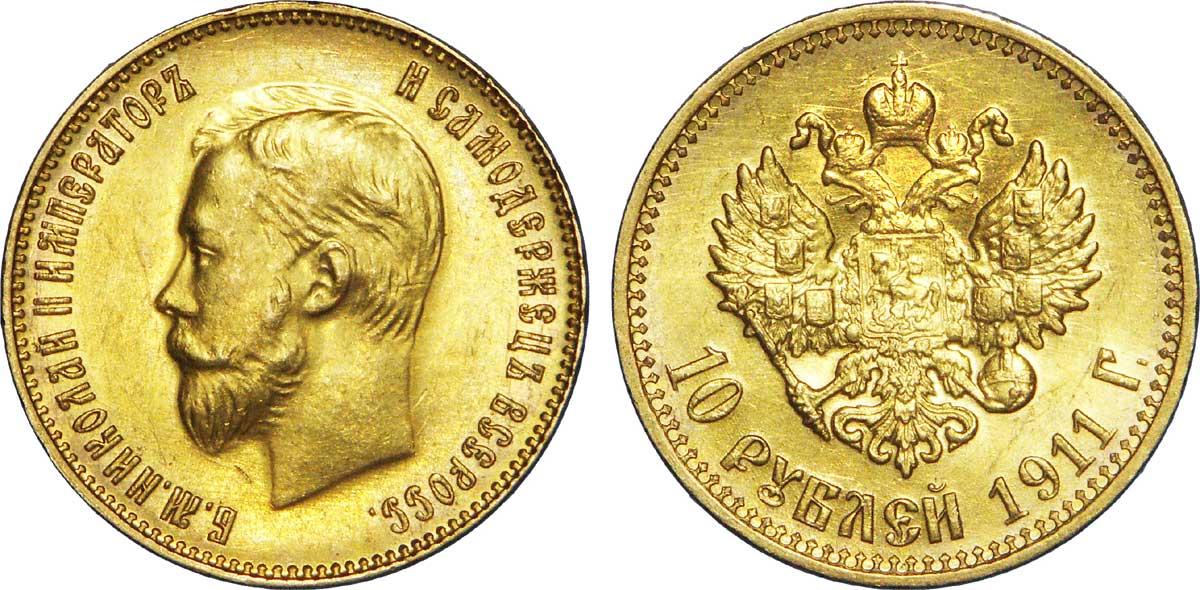
Effigie di Nicola II su una moneta d'oro di 10 rubli

Nel 1898 Nicola II, ispirato dalle teorie di Jan Gotlib Bloch, il quale aveva pubblicato un'approfondita ricerca sulle possibili conseguenze di una guerra mondiale – su consiglio del ministro Vitte – lancia a tutti i paesi un appello al «disarmo e alla pace mondiale», riferendosi alle «conseguenze commerciali, finanziarie e morali della corsa agli armamenti». Nel 1899 lo zar sceglie la città dell'Aja per una conferenza internazionale tesa a discutere questo problema.
Le altre potenze imperiali e imperialistiche come il Regno Unito e la Germania accolgono freddamente l'invito; venti nazioni europee, tuttavia, partecipano all'incontro accanto a Stati Uniti d'America, Messico, Giappone, Cina, Siam e Persia alla presenza di esperti di diritto internazionale di vari Paesi. La proposta di disarmo è respinta, ma si ottiene una convenzione sulle regole belliche che prevede la tutela di persone e strutture civili e la proibizione dell'uso di gas venefici. Il risultato più importante ottenuto dallo zar e i suoi collaboratori è però la creazione della convenzione dell'Aia, per la mediazione e composizione dei conflitti tra gli Stati.
In questa iniziativa, Nicola II è sostenuto principalmente da Bertha von Suttner, fondatrice del movimento pacifista tedesco, e da Henry Dunant, fondatore della Croce Rossa.

#### La guerra con il Giappone
In seguito all'espansione russa in Manciuria, aumentano le tensioni tra l'impero di Nicola II e il Giappone; lo zar tuttavia mostra di dar poco peso al degenerare dei rapporti diplomatici con il paese asiatico giacché, come del resto tutte le altre potenze europee, non lo considera una minaccia degna di nota. Tuttavia, in seguito al cattivo andamento nella guerra che ne segue (1904–1905), la situazione politica interna, che sembrava essere divenuta meno precaria a cavallo del secolo, peggiora spaventosamente.
È proprio a causa dei disordini politici interni, e in seguito a imponenti sconfitte come la perdita della piazzaforte di Port Arthur e il disastro navale di Tsushima, che la Russia decide di concludere per via diplomatica la guerra con il trattato di Portsmouth (5 settembre 1905) firmato attraverso la mediazione del presidente statunitense Theodore Roosevelt. Il 24 dicembre 1904 il presidente Vitte sollecitò lo zar a concedere qualche riforma. Nicola II rifiutò: «Non darò mai il mio consenso a una forma di governo rappresentativo, perché lo considero nocivo alla carica che Dio mi ha dato verso il popolo».

### La domenica di sangue e i tumulti del 1905

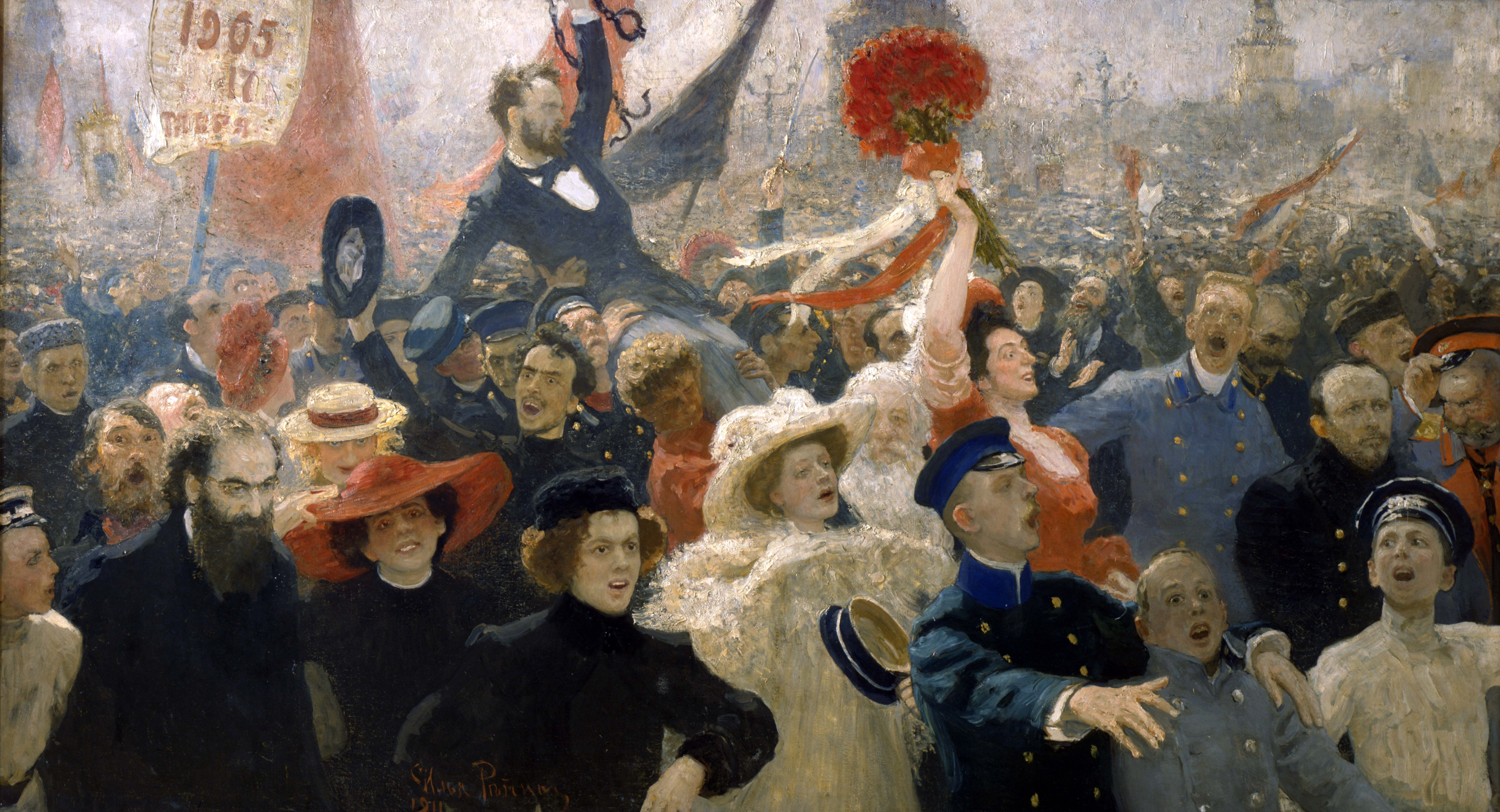
Numerose manifestazioni si ebbero durante i tumulti del 1905, alle quali aderirono anche intellettuali e borghesi; e questa, vista dal pittore Il'ja Repin, è la manifestazione del 17 ottobre

Il 22 gennaio 1905 (detta in seguito la "domenica di sangue") sfila per le strade di San Pietroburgo una manifestazione di protesta, formata in particolare da operai e contadini guidati dal Pope Gapon. Lo scopo è di marciare verso il Palazzo d'Inverno per chiedere allo Zar riforme. Nicola II, che si trova nella sua abitazione di Carskoe Selo, non ne è avvertito in tempo. I funzionari di palazzo reprimono quindi la manifestazione nel sangue con l'impiego dell'esercito: muoiono oltre 100 persone e altre 1000 sono ferite.

Allo Zar viene riferito che è sfuggito a un pericolo mortale e che le truppe sono state costrette a sparare per difendere il palazzo, causando duecento morti. Sul diario il sovrano annota: 
Nei giorni successivi lo Zar riceve quindi una delegazione di venti operai a Carskoe Selo, deprecando ciò che è avvenuto e ascoltando le richieste e le petizioni che sono state raccolte per essergli sottoposte. La domenica di sangue segna la fine della popolarità di Nicola II, fa seguire un'ondata di rivolte e manifestazioni in tutto il paese, tra cui le sommosse a Varsavia e a Riga e l'ammutinamento della corazzata Potëmkin della Flotta del Mar Nero. Si rasenta il rischio di una rivoluzione, e in questo momento allo zar si offrono due prospettive: instaurare una dittatura militare, o cedere alle richieste e ascoltare il consiglio di Vitte, quindi la convocazione di un parlamento con funzione legislativa, l'estensione del diritto di voto a tutti gli strati della popolazione e il riconoscimento di libertà civili.

#### Il manifesto d'ottobre
La stampa internazionale annuncia lo scoppio della rivoluzione russa e si prepara a proclamare la caduta dello zarismo. L'imperatore Guglielmo II, su richiesta della famiglia imperiale, manda due cacciatorpediniere nel mar Baltico, pronti a intervenire per un'eventuale evacuazione della famiglia. Il 12 ottobre 1905, lo zar redige un resoconto della situazione in una lettera alla madre: 
Lo zar è persuaso a cedere alle richieste, tuttavia, deciso a vagliare qualsiasi possibilità, convoca lo zio granduca Nikolaj Nikolaevič per sondare la sua opinione in merito. Il motivo di questa convocazione risiede nel fatto che le frange più a destra dell'esercito avevano proposto quest'ultimo come dittatore, e Nicola II – in concomitanza con lo spirito accentratore che fino ad allora ha caratterizzato la sua politica – non vuole cedere senza l'appoggio della figura centrale della reazione conservatrice. Vitte viene a conoscenza solo mentre il colloquio è in corso; tuttavia, anche il granduca Nikolaj Nikolaevič, contrariamente alle aspettative, dà il suo completo assenso allo zar riguardo alla firma del manifesto.

### Riforme

#### La legge fondamentale dello Stato
Il 30 ottobre 1905 lo zar è costretto a concedere, con il cosiddetto Manifesto d'ottobre, un parlamento a suffragio universale, la Duma. Dal diario dello zar di quel giorno: 
Il 27 aprile 1906 lo zar emana la legge fondamentale dello Stato, sorta di costituzione che trasforma la Russia in una monarchia costituzionale: in particolare, viene confermata la concessione della Duma eletta a suffragio universale ed è istituita formalmente la figura di Primo Ministro.
Ben presto però, essendo la Duma in completo disaccordo con lo zar, questi cambia la legge elettorale concedendo il diritto di voto alle sole classi più abbienti.
Il 3 maggio 1906 Nicola II accetta le dimissioni di Vitte e del suo governo; ottiene la presidenza del consiglio il conservatore Ivan Goremykin ed è nominato Ministro degli Interni Pëtr Arkad'evič Stolypin, già governatore di Saratov.

#### La Duma

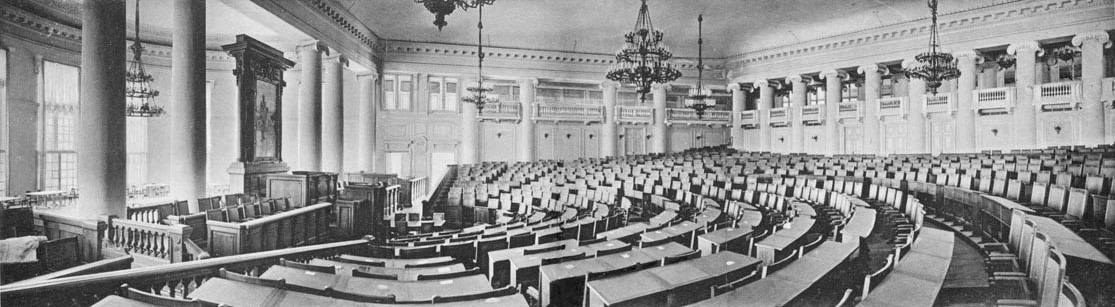
La sede della Duma a Palazzo di Tauride, a San Pietroburgo

La Duma non avrà mai, dunque, un effettivo potere, anche per la possibilità che ha lo zar di porre il veto sulle leggi e di sciogliere la camera. Si susseguiranno quattro Dume:
- la prima Duma (1906-1907), i cui punti fondamentali saranno il suffragio universale, radicali riforme agrarie, liberazione di tutti i prigionieri politici e sostituzione dei ministri con veto del parlamento. Verrà sciolta dopo pochi mesi perché in contrasto con lo zar.
- La seconda Duma (1907), formata da un numero maggiore di deputati, anch'essa sciolta dopo poco tempo perché in contrasto con il governo.
- La terza Duma (1907-1912) sarà l'unica a non essere sciolta; in questa occasione entrano per la prima volta in parlamento i bolscevichi, tuttavia con maggioranza ai conservatori radicali. Sarà il voto di questi ultimi ad approvare l'articolo 87, il quale sancisce leggi fondamentali che permettono allo zar di emettere decreti d'emergenza «urgenti e eccezionali durante i periodi di aggiornamento della Duma di Stato».
- La quarta Duma (1912-1917), sciolta in seguito alla rivoluzione di febbraio.

#### Il ministero di Stolypin

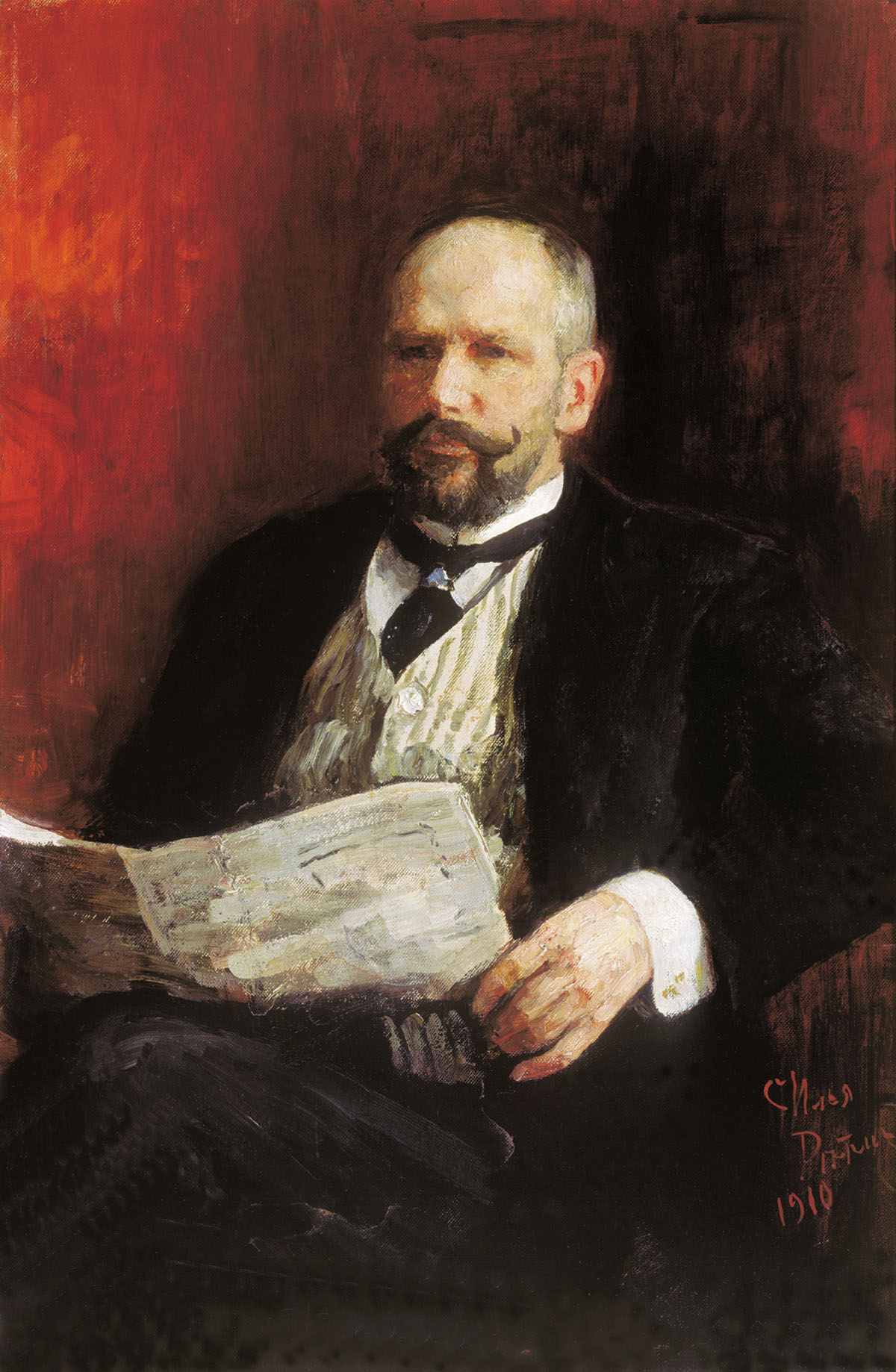
Pëtr Arkad'evič Stolypin ritratto da Ilja Repin nel 1910

Nel 1906, alle dimissioni di Goremykin, lo zar nomina primo ministro Pëtr Arkad'evič Stolypin, nel quale ripone la più completa fiducia. Nicola II, allo stesso modo di quanto aveva fatto con Vitte, sceglie ancora un politico di forte personalità alla guida del suo gabinetto; in particolare gli è giunta notizia del contegno osservato da Stolipyn quando era governatore di Saratov durante la rivoluzione: in molti casi egli stesso si era recato nei villaggi ribelli a parlamentare coi capi della rivolta, persuadendoli alla resa e creandosi una reputazione tale da giungere ai sentori dello zar. La sera del 7 luglio 1906 Stolipyn viene ricevuto da Nicola II che lo nomina Primo Ministro. In una lettera alla madre Nicola II scrive riguardo al nuovo premier: 

Stolipyn rileva che Nicola II, passati i torbidi del 1905, ha assunto un atteggiamento di mistico fatalismo, il quale senza dubbio è derivato dalla spiccata religiosità ma che sarà determinante per gli eventi futuri, che lo zar definirà laconicamente «volontà di Dio». Stolipyn riferisce che nel 1909 udì il sovrano affermare seriamente che il suo destino fosse governato dal giorno della sua nascita, il 6 maggio, nella tradizione ortodossa il giorno di «Giobbe molto sofferente». Gli confida lo zar: 
Stolypin avvia un'importante riforma agraria: essa comporta lo scioglimento dell'obšcina (la comune contadina dalla quale dipende la distribuzione delle terre) e la creazione di numerose piccole fattorie cui assegnare la proprietà definitiva ai contadini. Si premiano così gli sforzi individuali nonostante la dispersione produttiva che deriva dal lavoro di comunità: i contadini che riescono in tal modo ad arricchirsi, i kulaki, potrebbero essere, nelle previsioni del ministro, degli ideali sostenitori della monarchia. La riforma non riesce tuttavia a portare gli effetti sperati. Egli inoltre ammoderna alcune leggi, tra cui l'abolizione dell'esilio, ma i suoi progetti sono stroncati dalla morte: il 18 settembre 1911, mentre presenzia in platea a un'opera al teatro di Kiev, è assassinato a colpi di pistola da Dmitrij Bogrov. Viene sostituito dal ministro delle Finanze, Vladimir Nikolaevič Kokovcov.

### La famiglia imperiale e il legame con Rasputin

#### I figli dello zar

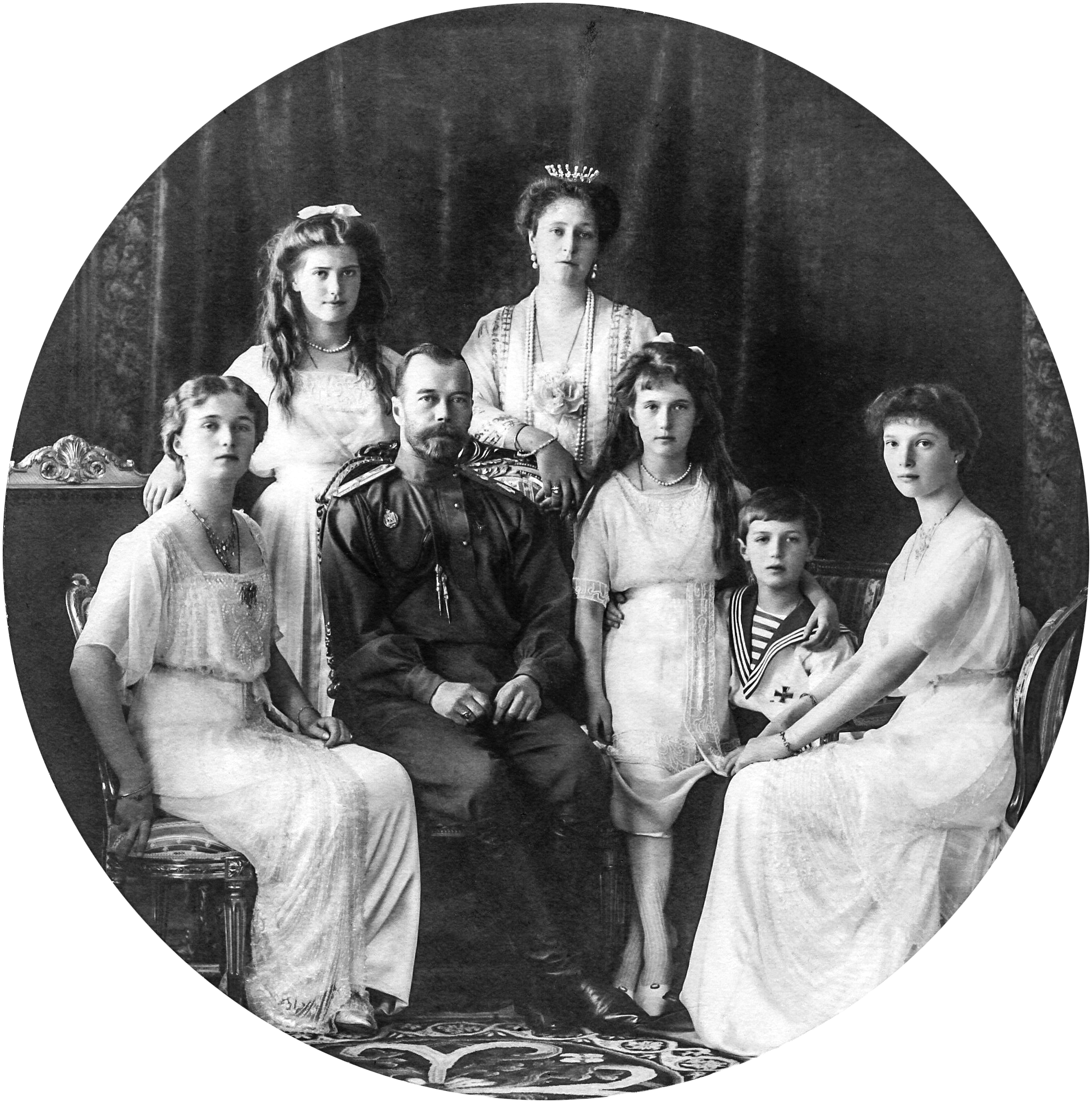
La famiglia di Nicola nel 1913. Da sinistra verso destra Ol'ga, Marija, Nicola II, Aleksandra, Anastasija, Aleksej e Tat'jana. Quest'ultima si era tagliata recentemente i capelli per via di una febbre di Tifo.

Nicola II ha da Aleksandra Fëdorovna quattro figlie: le granduchesse Ol'ga, Tat'jana, Marija e Anastasija (conosciute anche con l'acronimo OTMA). Solo nel 1904 nasce l'erede maschio, lo zarevic Aleksej, cui Nicola dedica il nome dello zar moscovita al quale più si ispira, Alessio I.

I figli dello zar crescono, per volontà dei genitori, diversamente dagli altri ragazzi appartenenti all'aristocrazia. Nicola II impartisce ai figli un'educazione molto simile a quella che suo padre aveva voluto per lui: rigoroso studio quotidiano, camere comuni con brandine da campo, assenza di alterigia nei rapporti con la guardia o il personale (che tuttavia può rivolgersi ai figli dello zar solo se interpellato). La zarina da parte sua educa le sue figlie in piena sintonia con la tradizione vittoriana (ereditata dalla nonna, la Regina Vittoria d'Inghilterra) che voleva le nobildonne impegnate nel sociale. Le granduchesse organizzano pesche e vendite di beneficenza (come la Giornata del fiore bianco ogni anno ad aprile-maggio), e ricevono non più di due rubli alla settimana per le loro spese personali. Inoltre il forte isolamento nella residenza di Carskoe Selo, giustificato dal timore della madre che vengano in contatto con la precoce e depravata gioventù aristocratica russa, accentua molto il legame tra le sorelle e il piccolo zarevic. Le particolari attenzioni della famiglia per quest'ultimo sono giustificate dal fatto che sia malato di emofilia, malattia ereditata dalla bisnonna inglese, che lo espone al pericolo di forte emorragia interna in seguito a ogni minimo trauma. La malattia è tenuta nascosta, e l'erede costretto a una continua sorveglianza.
- Cerimonia liturgica pubblica del 1912 a cui partecipano sia lo zar Nicola che i suoi figli, ovvero le sorelle OTMA e Aleksej, quest'ultimo portato in braccia da una guardia per la sua debolezza fisica.

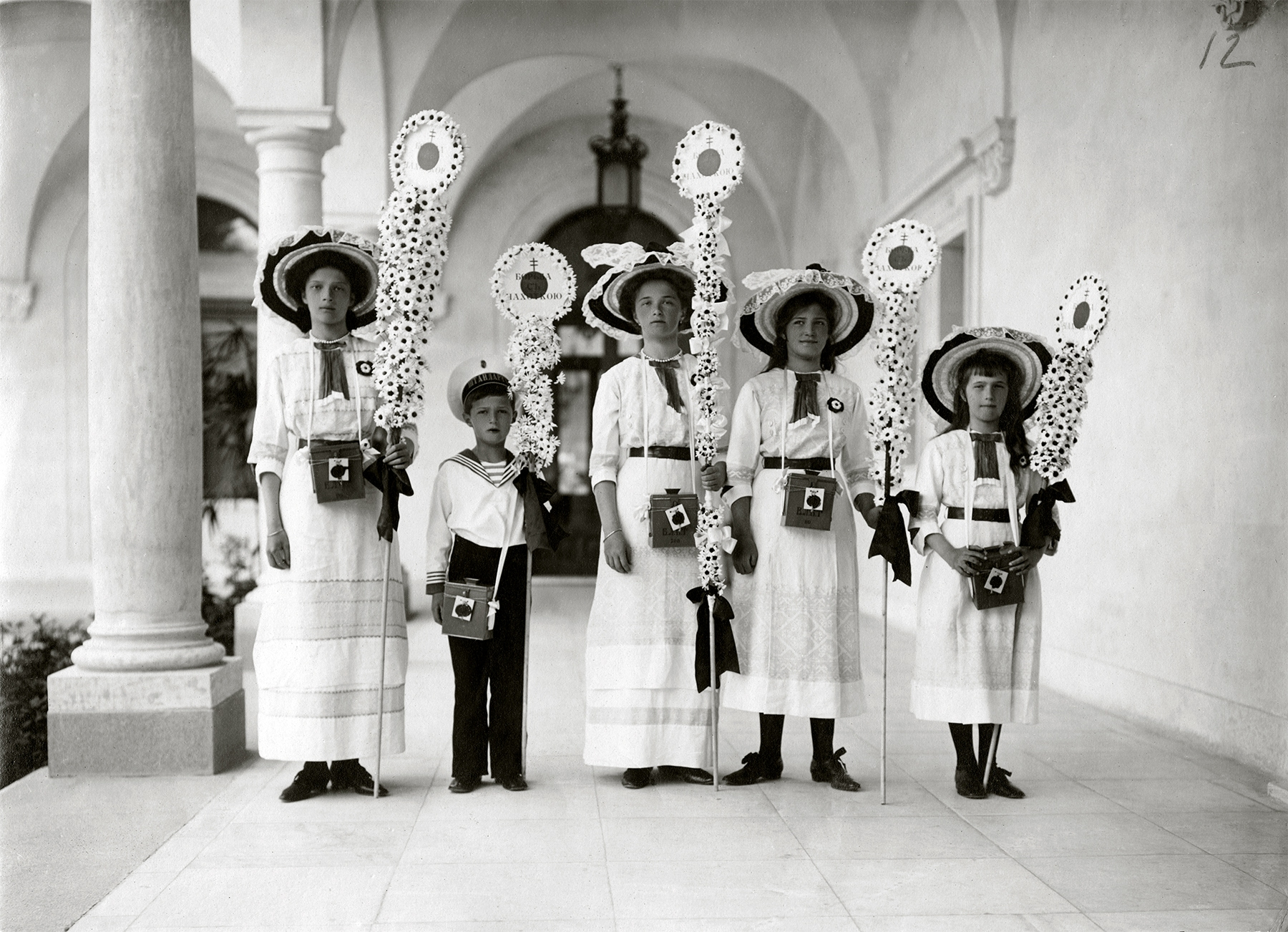
I figli dello zar Nicola nella Giornata del fiore bianco dell'aprile 1912 (volta a raccogliere fondi a favore dei malati di tubercolosi vendendo fiori bianchi in tutto l'impero), muniti di pentolini e pronti a vendere fiori bianchi per le strade di Livadija e la vicina Jalta.
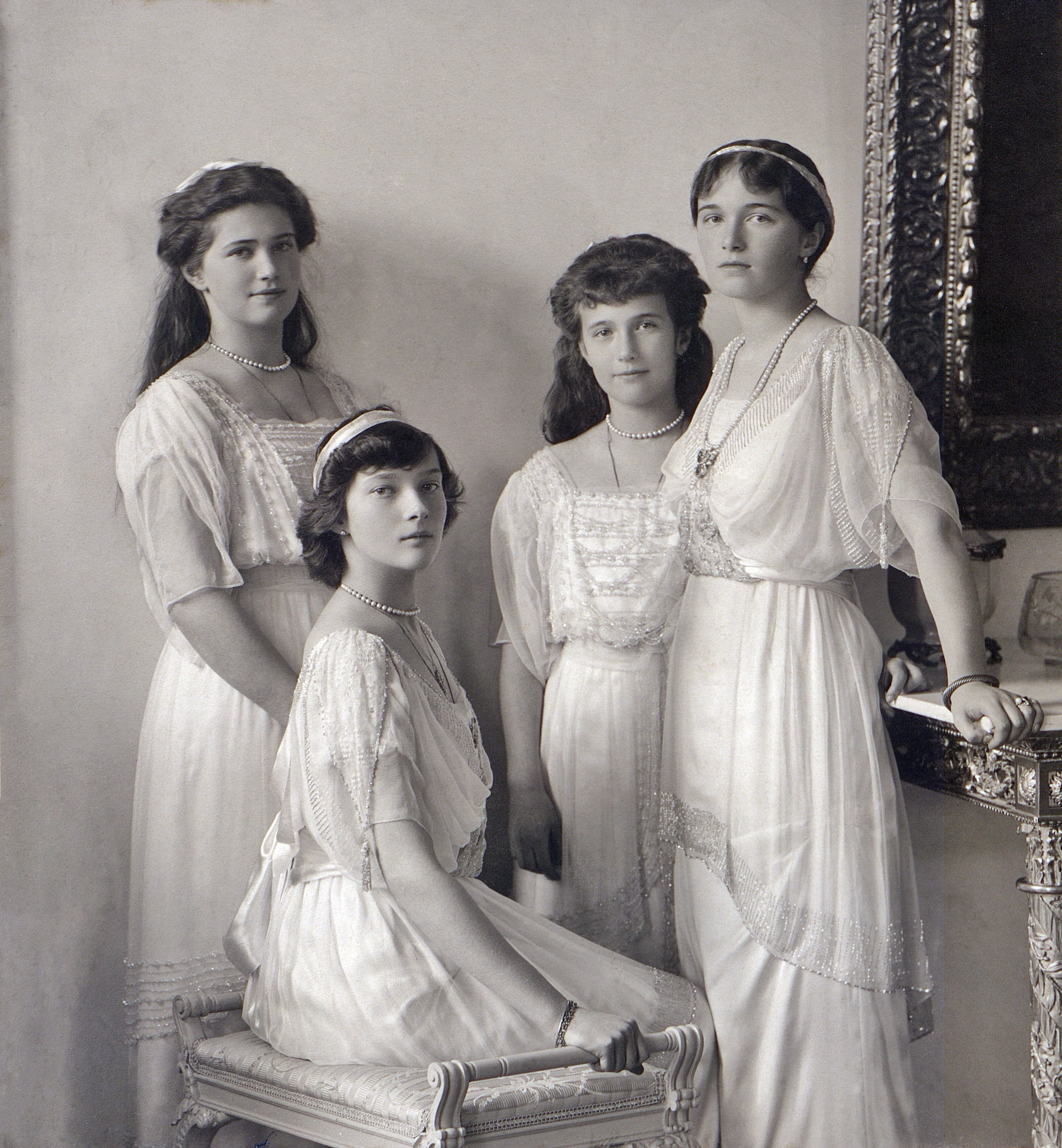
Le sorelle OTMA in una foto ufficiale del 1914.
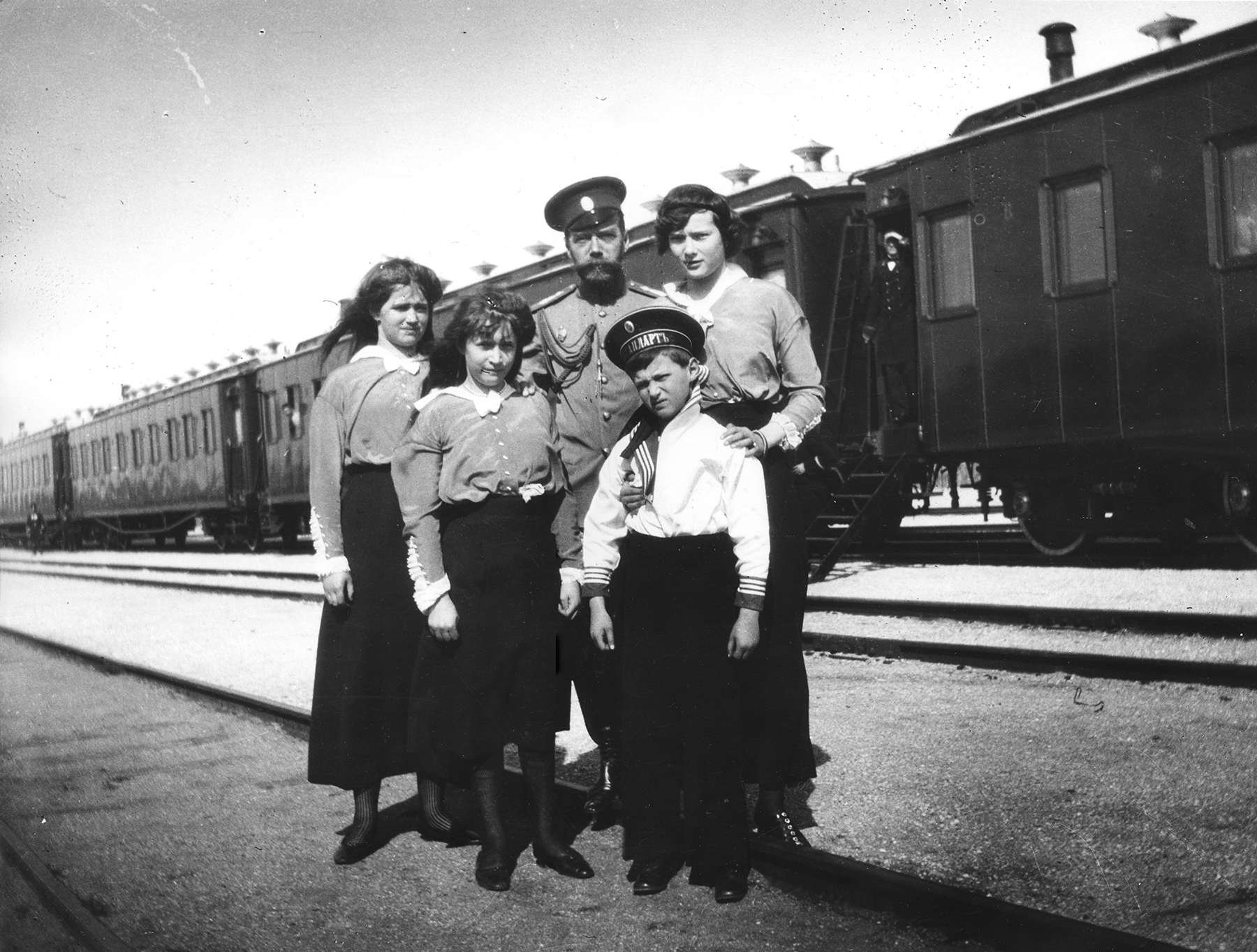
Lo zar Nicola con i suoi figli alla stazione di Poshtova, in Crimea il 27 marzo 1914.
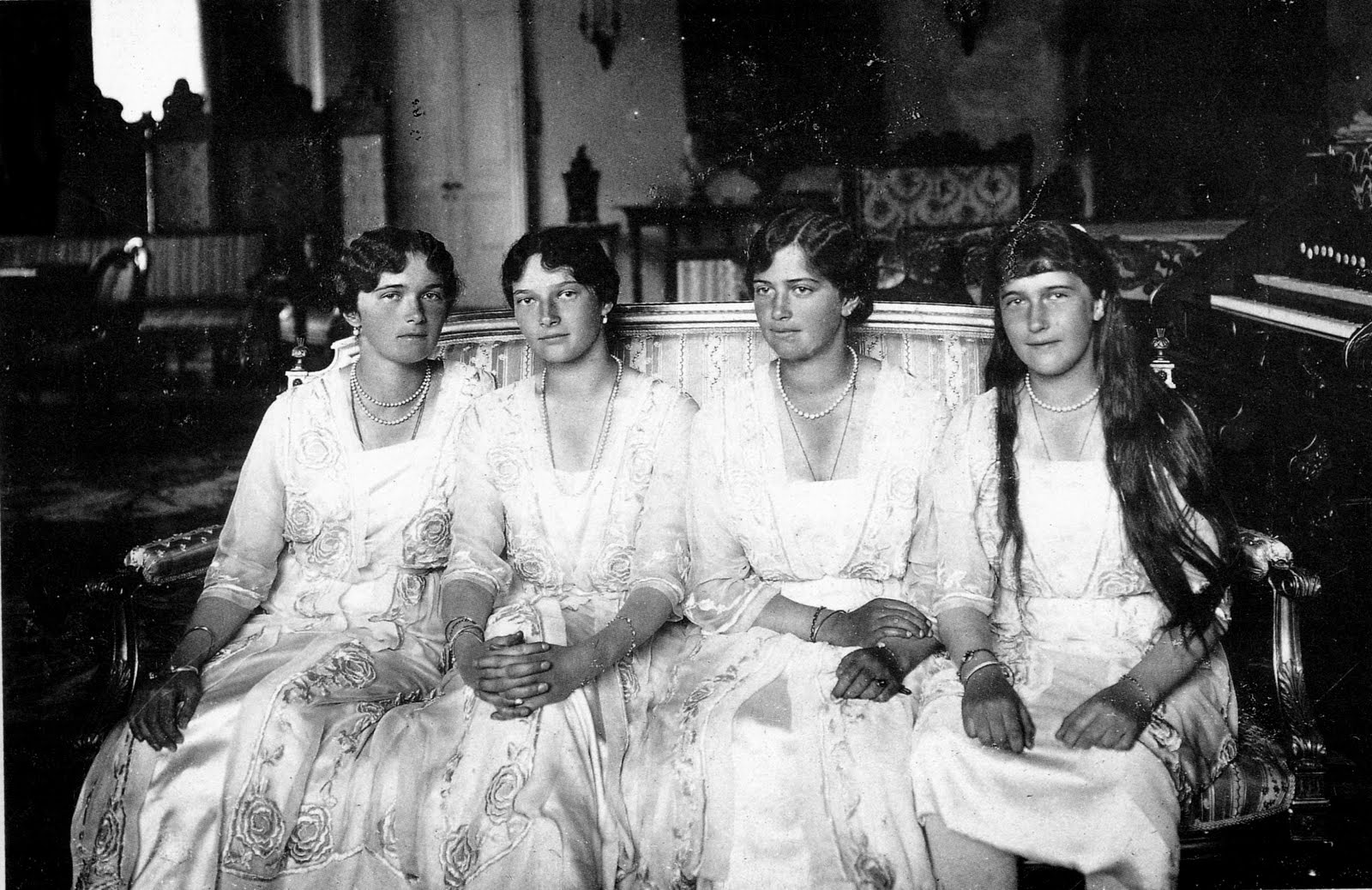
Le sorelle OTMA nella loro ultima foto ufficiale, scattata il 24 agosto 1916.

#### L'arrivo di Rasputin
Aleksandra Fëdorovna chiede allora aiuto a un contadino e starec siberiano da poco giunto a San Pietroburgo con fama di taumaturgo, Grigorij Rasputin. Malgrado l'inutilità degli sforzi dei medici per capire come riesca a calmare le più acute crisi dello zarevic (dovute anche a piccoli ematomi), Rasputin riesce più di una volta a salvare l'erede da gravi crisi. La zarina, di indole mistica e attirata dalla retorica primitiva e schietta del siberiano, accorda subito a Rasputin la più completa fiducia, seguita anche da Nicola II in un primo tempo. L'ingresso di un contadino nell'esclusiva intimità della coppia imperiale deriva direttamente dal desiderio mai sopito, dello zar, di entrare in contatto diretto con il popolo. Mentre la zarina sarà da quel momento totalmente plagiata dal siberiano, lo zar in seguito si distaccherà gradualmente dalla figura di Rasputin. Quest'ultimo nel tempo comincia a uscire frequentemente dal suo ruolo di consigliere spirituale, prodigandosi in giudizi su politici e ministri; Aleksandra Fëdorovna si dimostra sempre più disponibile a condividere il parere dello starec siberiano, fino a diventare quasi completamente dipendente dalla sua opinione.

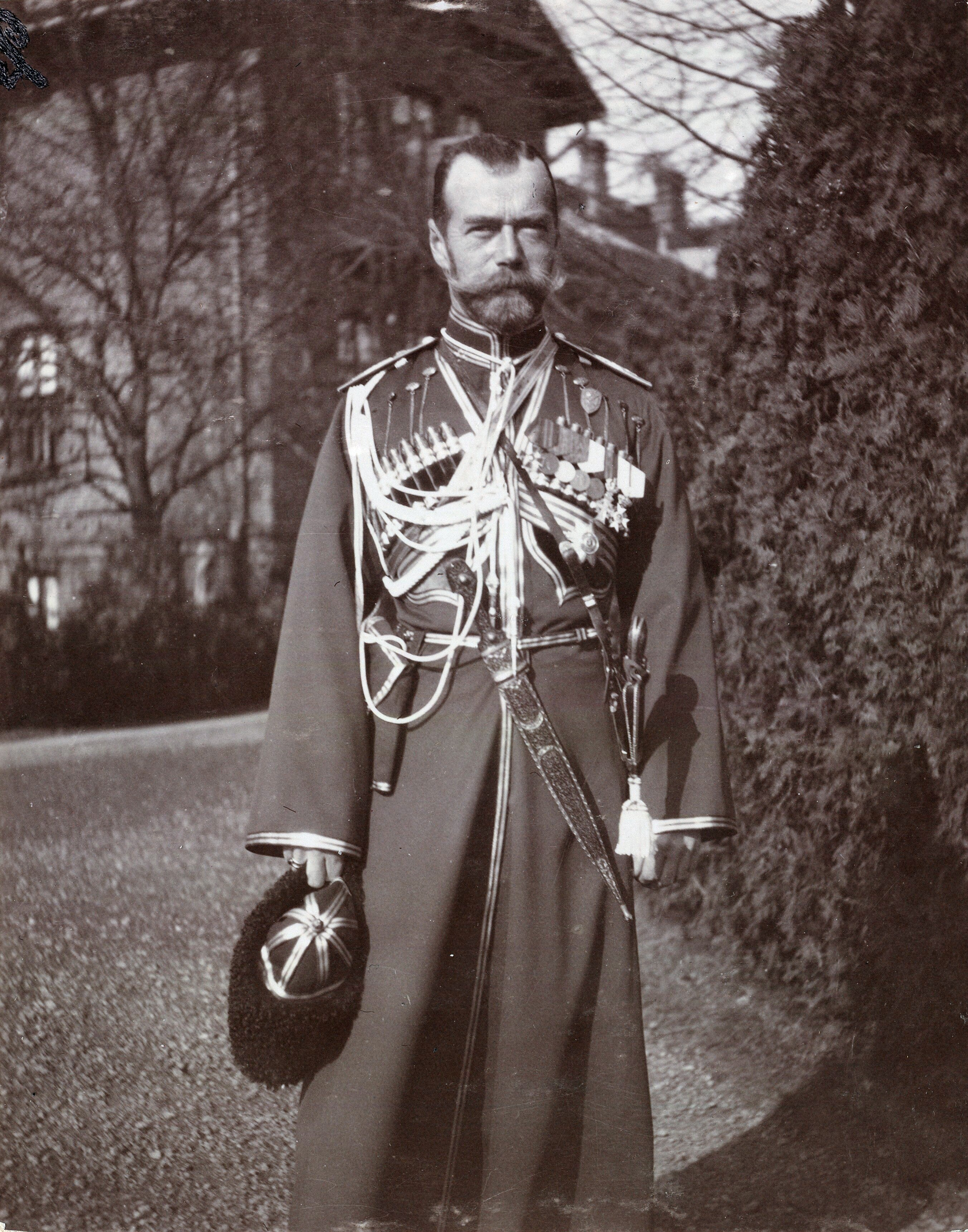
Nicola II indossante un'uniforme da cosacco dell'Esercito Imperiale a Spała, Polonia, 1912

### Ultimo periodo di regno

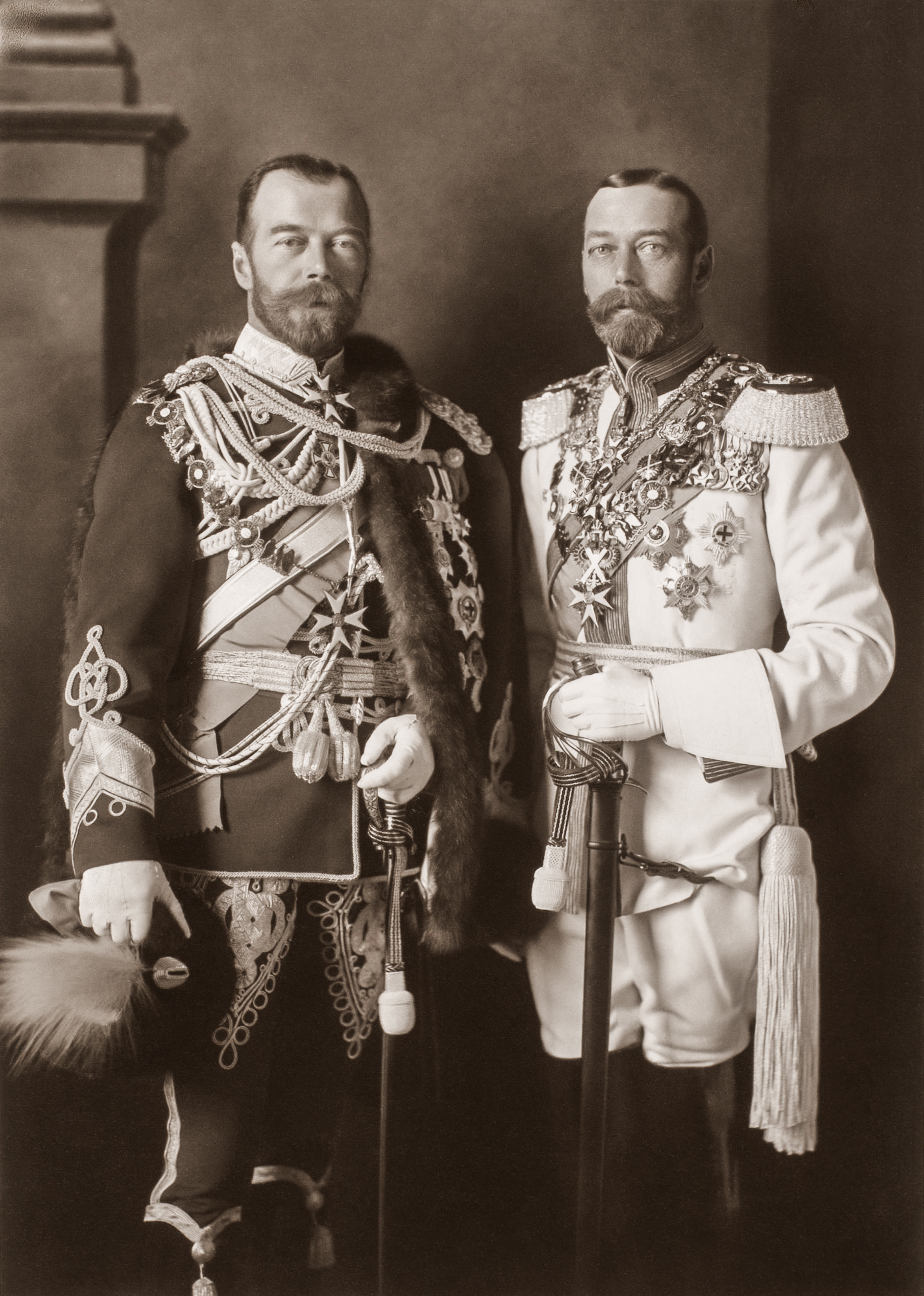
Nicola II (a sinistra) e il cugino Giorgio V, re del Regno Unito in una foto del 1913 scattata a Berlino.

Nel 1913 si celebrano i trecento anni della dinastia Romanov al potere: nel 1613, infatti, il boiardo Michele Romanov era stato eletto, appena sedicenne, zar di tutte le Russie. In occasione del tricentenario, Nicola II e la famiglia presenziano a numerose cerimonie in loro onore in tutto il Paese; in quell'occasione inoltre posano per una serie di ritratti rimasta a tutt'oggi come il più celebre documento fotografico dell'ultima famiglia imperiale russa, e contribuiscono a fornire un'immagine ufficiale dei suoi membri alla società che raramente è entrata in contatto con la zarina o le granduchesse (proprio a causa dell'atteggiamento riservato dei sovrani, restii ai contatti con l'alta società).
In questo tempo di relativa calma, sono in molti a non presagire il disastro imminente che sopraggiungerà l'anno seguente. Economisti e tecnici pronosticano un roseo avvenire per le finanze e l'industria russa e lo stesso Lenin, dal suo esilio a Ginevra, afferma che probabilmente i «rivoluzionari della vecchia guardia» come lui non vedranno la Rivoluzione, tanto sembra lontana.

#### L'entrata in guerra
(Nicola II al suo ministro degli Esteri, all'atto di firmare l'ordine di mobilitazione.)

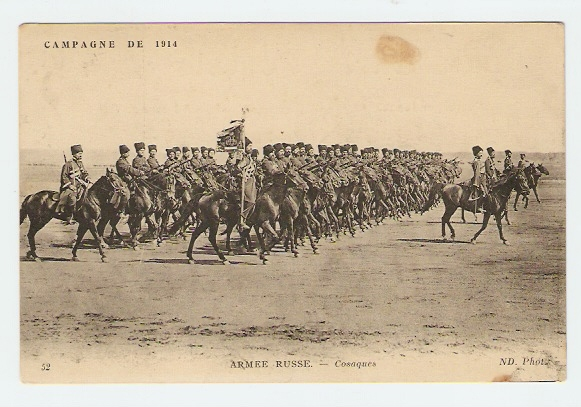
Reparti cosacchi in una cartolina del 1914. I versatili reggimenti di cavalleria leggera come questi ebbero un ruolo fondamentale nelle battaglie dei primi mesi di guerra sul fronte orientale

La situazione politica interna della Russia tornerà a infiammarsi durante lo svolgimento della prima guerra mondiale. Nell'estate 1914 il debole equilibrio internazionale tra le grandi potenze si rompe, con l'aggressione austriaca della Serbia dopo l'attentato di Sarajevo. Nicola II osteggia fortemente l'entrata in guerra della Russia contro la Germania del kaiser Guglielmo II, ritardando inizialmente la mobilitazione militare russa e nel frattempo proponendo a quest'ultimo di operare da mediatore tra l'Austria-Ungheria e la Serbia davanti alla Corte de L'Aia tramite i cossiddetti telegrammi Willy-Nicky.
Il Kaiser non solo respinge il negoziato, ma estende alla Russia un ultimatum in cui si intima di sospendere i preventivi preparativi militari contro l'Austria-Ungheria. Vista l'impossibilità di sospendere ulteriormente la mobilitazione a tutela dell'alleato Serbo, la Russia riceve la dichiarazione di guerra dalla Germania, cui segue l'inizio delle ostilità nel resto d'Europa. Lo zar, sotto le pressioni della Francia (i tedeschi, nelle prime settimane di guerra giungono a pochi chilometri da Parigi) viene spinto ad attaccare la Prussia orientale.
L'esercito dello zar conta un numero esorbitante di effettivi (oltre 14 milioni), che gli vale, tra gli Alleati, la nomea di "Rullo compressore russo". Tuttavia gli armamenti russi, nonostante la superiorità numerica e la dotazione alla fanteria dell'efficiente fucile M1891, si dimostreranno in seguito spaventosamente inadeguati per affrontare la macchina bellica tedesca. Dopo una rapida occupazione delle regioni orientali della Prussia, l'esercito russo deve piegarsi alla controffensiva tedesca dopo la disastrosa battaglia di Tannenberg e al successivo stabilizzarsi del fronte orientale. Inoltre, a causa di numerosi errori strategici e per i mancati rifornimenti dovuti a speculazioni illecite di alti funzionari, la Russia subisce altre gravi sconfitte, come nello scontro dei Laghi Masuri; questo porta alla terribile perdita di sei milioni di effettivi tra il 1914 e il 1917.

#### Il trasferimento al Quartier Generale
Le perdite sempre più ingenti spingono lo zar, contro il parere dei ministri, a prendere il comando diretto dell'esercito e a trasferirsi a Mogilëv, sostituendo il comandante in capo, lo zio e granduca Nikolaj Nikolaevič Romanov. Nicola II si dimostra passivo e indolente anche durante la sua presenza al Quartier Generale, passando il tempo in scampagnate e partite a domino. Le operazioni offensive russe non mutano l'esito della guerra e nonostante alcuni successi, come la presa della grande piazzaforte austriaca di Przemyśl il 19 marzo 1915 e la minaccia alla regione austriaca della Galizia da parte del generale Brusilov; le azioni militari non hanno ormai più il potere di arginare la pressione dei tedeschi sul fronte del nord. La crisi all'interno del paese dilaga.

#### I disordini dell'inverno 1917
Nel gennaio 1917 le prime proteste in seno alla Duma e ai movimenti operai si intensificano nella capitale; escono i primi opuscoli bolscevichi che invitano l'esercito a rovesciare il governo: diventa chiaro a San Pietroburgo che un'iniziativa a favore della Duma da parte del sovrano è indispensabile per evitare il tracollo della corona.

Al quartier generale, Nicola II, a colloquio con l'addetto militare britannico Hanbury-Williams, si esprime riguardo alle riforme: 
Nonostante il pensiero del sovrano si sia evoluto rispetto al 1905, Nicola II non ha compreso che la situazione corrente esige riforme tempestive e un cambiamento dei vertici: l'unico modo di scongiurare la crisi interna in tempo di guerra. I rifornimenti alle città sono infatti dimezzati, lunghe file per i viveri si formano nelle strade, i primi soviet di operai e soldati si riuniscono sotto la pressione dei bolscevichi e i repubblicani premono sulla Duma affinché si effettui un cambio ai vertici in grado di salvare il Paese dal crollo totale.

#### Abdicazione

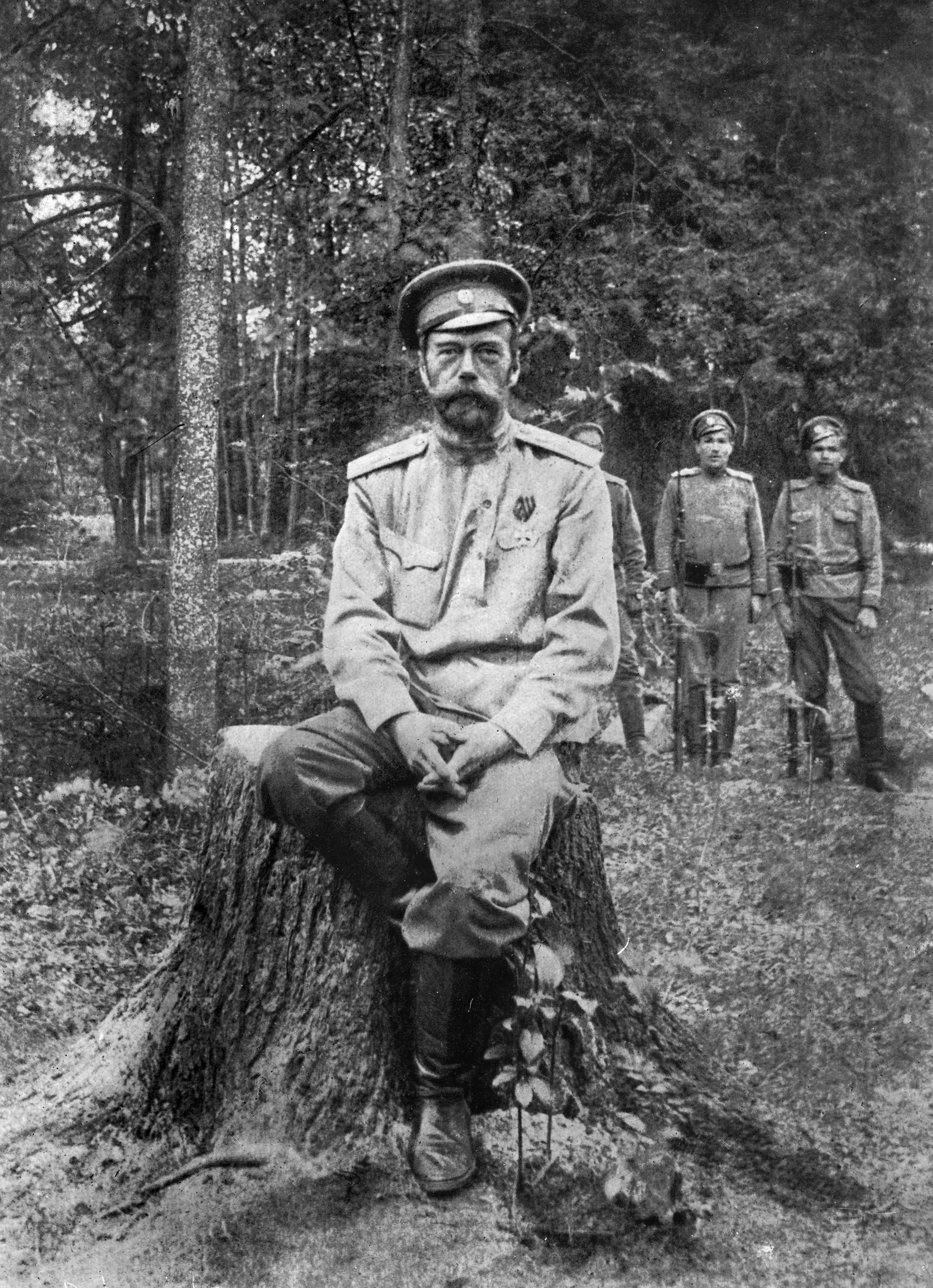
Nicola II nei giorni successivi l'abdicazione, nel marzo 1917

Il 23 febbraio 1917 a Pietrogrado il popolo insorge per la mancanza di rifornimenti alimentari, e la polizia zarista si schiera questa volta dalla sua parte. Dal diario di Nicola II al quartier generale, il 10 marzo: 
Il blocco delle ferrovie e dei telegrafi isola il sovrano, che viene informato solo a fatti avvenuti che la Duma ha preso il potere nella capitale. Dopo aver consultato alcuni ufficiali, deputati e generali, sfinito dalla stanchezza e dall'impossibilità di reagire, il 14 marzo decide di abdicare. Il 15 marzo, nel vagone privato dello zar e in presenza di due deputati della Duma, viene firmato il manifesto dell'abdicazione. Le intenzioni iniziali di Nicola II sono di trasmettere il trono al figlio Aleksej, tuttavia prima di firmare chiede di cambiare il successore al trono nella persona di suo fratello Michail; questo perché, spiegherà in seguito, teme che il figlio malato possa essere separato dalla famiglia (per la quale è possibile sia previsto l'esilio). Durante l'atto fa inoltre richiesta, per lui e per la famiglia, di essere trasferiti nella sua residenza vicino a Jalta, in Crimea, confessando il desiderio di dedicarsi all'agricoltura.

I testimoni dell'abdicazione lo descrivono come apatico e quasi indifferente al momento della firma del manifesto; tuttavia, nel diario quella sera scrive: 
Dopo l'abdicazione, mentre il fratello viene informato della sua decisione e trasferisce il potere nelle mani del Governo Provvisorio, il treno dell'ex-zar, impossibilitato a proseguire per Carskoe Selo, ritorna a Mogilëv. Lì, il 17 marzo Nicola Romanov, che ha mantenuto solo il titolo di colonnello e si trova in stato di arresto, ottiene il permesso di incontrare la madre, l'ex-imperatrice vedova Marija Fëdorovna.

Il 21 marzo il colonnello Romanov parte dal quartier generale per raggiungere finalmente Carskoe Selo da prigioniero politico. Prima di partire dirama un messaggio alle truppe in qualità di ex-comandante in capo: 
Il messaggio non ottiene però il permesso di essere pubblicato.

### Prigionia e morte

#### Detenzione sotto il Governo Provvisorio
Il prigioniero colonnello Romanov il 22 marzo arriva a Carskoe Selo, dove si ricongiunge con la sua famiglia e una piccola parte del seguito, anch'essi prigionieri. Dal diario: 
Durante gli arresti domiciliari, la famiglia Romanov passa molto tempo in lavori di giardinaggio e orticoltura, sebbene subiscano costantemente gli improperi e gli scherni delle guardie addette alla loro sorveglianza; quando un giorno l'ex zar tende la mano a un fuciliere, questi rifiuta sdegnosamente voltandogli le spalle. Nicola Romanov riceve inoltre la visita del capo del Governo Provvisorio, Aleksandr Kerenskij, dal quale ottiene il permesso di rivedere il fratello Michail e di prolungare il tempo passato all'aria aperta per sé e per i figli. Kerenskij, in seguito all'aggravarsi della situazione politica per il governo, decide per ragioni di sicurezza di trasferire i membri della famiglia Romanov in Siberia. Oltre a Nicola e alla sua famiglia, che vengono trasferiti a Tobol'sk, altri aristocratici tra cui il fratello dello zar Michail e la sorella della zarina, Elisabetta Fëdorovna, verranno trasferiti in varie località siberiane.
Nei progetti di Kerenskij è previsto – qualora la situazione si dovesse calmare – l'espatrio almeno per la moglie e i cinque figli dell'ex-sovrano, ma gli eventi precipitano.

#### Detenzione sotto i bolscevichi

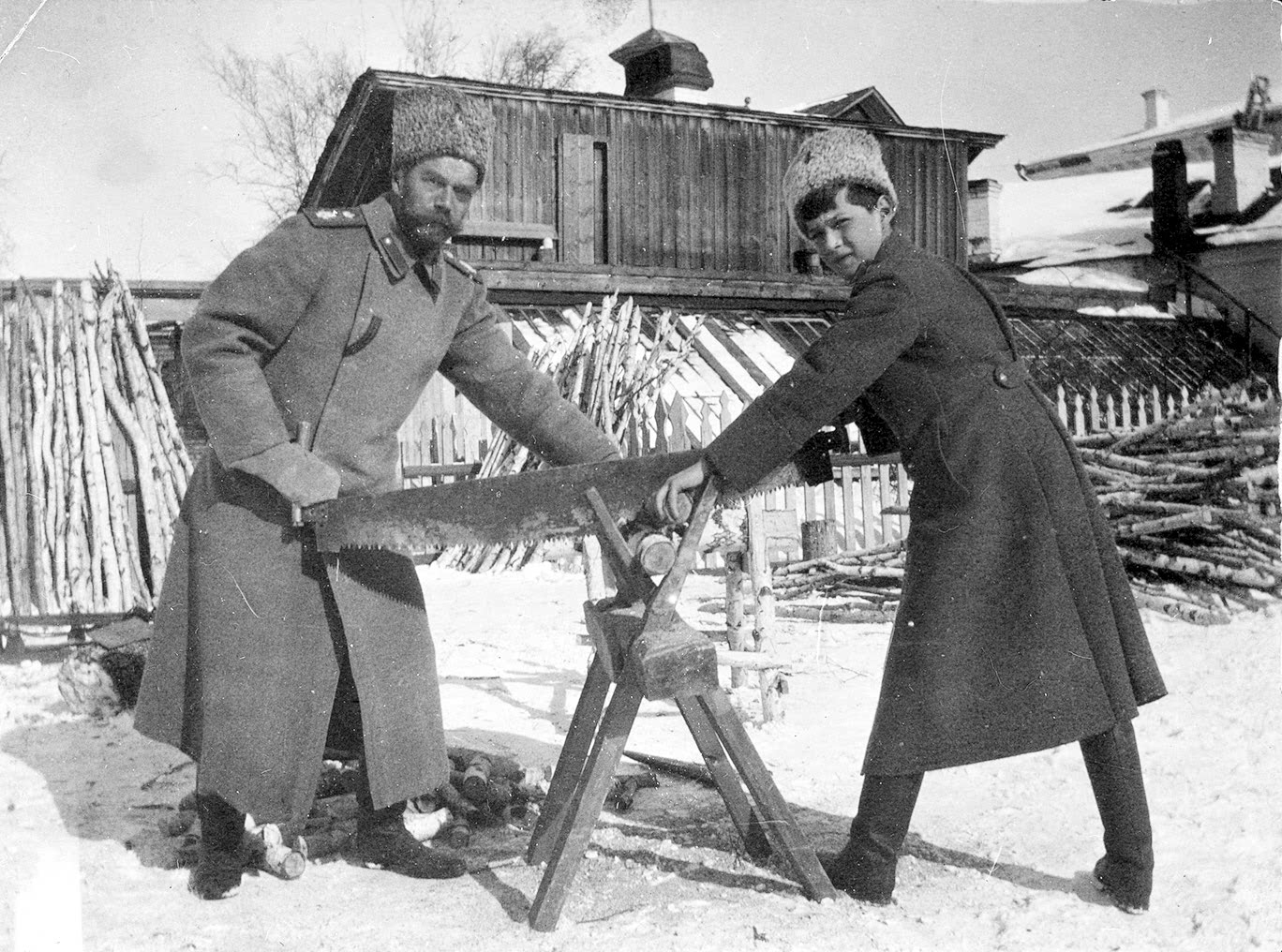
L'ex-zar con il figlio Aleksej durante la prigionia a Tobol'sk nel 1917

In seguito alla Rivoluzione d'ottobre e alla salita al potere di Lenin, il Soviet degli Urali reclama i prigionieri; nell'estate del 1918 in seno al partito bolscevico si consuma una prima lacerazione: da una parte Trockij vorrebbe trasferire Nicola a Mosca per giudicarlo in un plateale processo, trasferendo al contempo la famiglia all'estero; dall'altra Sverdlov suggerisce una soluzione immediata e intransigente nei confronti di tutti i rappresentanti dei Romanov. In particolare, il radicale Soviet di Ekaterinburg si fa portatore principale di questa corrente: più volte invia distaccamenti di guardie rosse a Tobol'sk nel tentativo di rapire i prigionieri, ma senza successo. Tuttavia quando, nell'estate del 1918, Mosca manda un plenipotenziario a discutere per un prelevamento dell'ex zar e dei suoi, il Soviet di Ekaterinburg intercetta il convoglio e costringe gli uomini di Mosca a riconsegnare i prigionieri poiché il trasferimento non risulta autorizzato.
A Ekaterinburg è già stato deciso di trasferire i Romanov nella palazzina del mercante Ipat'ev, confiscata per l'occasione e rinominata "Casa a destinazione speciale". Lì i prigionieri condividono l'abitazione con le guardie addette alla loro sorveglianza e sono sottoposti da queste ultime a numerose angherie. Vista l'avanzata della "Legione cecoslovacca" appartenente all'Armata Bianca controrivoluzionaria, il soviet locale dà ordine di accelerare i tempi dell'esecuzione. L'operazione viene affidata a un commissario della Čeka, Jakov Jurovskij, il quale subito si occupa di organizzare la fucilazione e il successivo occultamento dei corpi. Di fronte al diniego di numerosi cekisti che si rifiutano di sparare sull'intera famiglia, è creato un commando composto da ex prigionieri di guerra austriaci e ungheresi.

#### Morte
Nella notte tra il 16 e il 17 luglio 1918 Jurovskij sveglia l'ex imperatore e la famiglia, dando l'ordine di preparare i bagagli per una partenza. Sgomberate le stanze che occupano, i Romanov e gli altri prigionieri sono condotti nello scantinato della casa e Jurovskij ordina di disporsi per una fotografia di notifica, dopodiché chiama il commando.
Secondo quanto testimoniarono Jurovskij e altri membri del commando, quando venne letta la sentenza l'ex imperatore si rivolse al commissario con una frase confusa: «Cosa? Cosa?»; ripetuta frettolosamente la sentenza Jurovskij diede l'ordine di far fuoco. Jurovskij dovette chiamare ex-prigionieri di guerra austro-ungarici che avevano aderito alla Rivoluzione e ai quali spiegò tutto in tedesco (la lingua madre della zarina, nipote della regina Vittoria). L'esecuzione durò venti minuti. Nella confusione che seguì, il primo a cadere è Nicola II; poi la moglie Aleksandra Fëdorovna; i membri del séguito, il medico dottor Botkin, l'inserviente Trupp, il cuoco Charitonov; i cinque figli, Ol'ga, Tat'jana, Marija, Anastasija, Aleksej, e la dama di compagnia Anna Demidova, tre figlie (non identificate), rannicchiate in un angolo, non morirono all'istante e fu necessario finirle con le baionette. Durante il trasporto dei cadaveri, furono rinvenuti anche i corpi di Jimmy (il cane di Anastasija) e Ortino (il bulldog di Tat'jana). Jurovskij dichiarerà: «I gioielli e i diamanti cuciti negli abiti facevano rimbalzare i proiettili sui corpi delle donne che, ferite e spaventate, non smettevano di dibattersi in preda al dolore e al terrore. Il mio aiutante dovette consumare un intero caricatore e poi finirle a colpi di baionetta».
I corpi vennero portati nel vicino bosco di Koptiakij e, dopo una previa divisione (sono bruciati a metà strada i corpi di Aleksej e Marija), vennero denudati, fatti a pezzi e gettati nel pozzo di una vecchia miniera. Dai corsetti traforati dai proiettili uscirono strani bagliori: erano infatti diamanti. I soldati si affrettarono a svestire i corpi e rimuovere i preziosi; trovarono anche svariati fili delle leggendarie perle della zarina Alessandra cuciti nella stoffa della cintura. Jurovskij tornò in paese con nove chili di gioielli in borsa (quando l'Armata bianca giunse - una settimana dopo - sul luogo della sepoltura, vi trovò alcune pietre cadute nella confusione e un diamante a goccia di 12 carati, sfuggito agli occhi dei carnefici). Quindi i resti furono sciolti con acido solforico e infine dati alle fiamme: era necessario che i controrivoluzionari non trovassero alcuna traccia dell'esecuzione avvenuta. Il giorno seguente all'esecuzione, Sverdlov, interrompendo i lavori del comitato centrale di Mosca, mormorò qualcosa a Lenin; quest'ultimo allora disse ad alta voce: «Il compagno Sverdlov ha da fare una dichiarazione». «Devo dire» continuò Sverdlov «che abbiamo ricevuto notizie da Ekaterinburg. Per decisione del Soviet regionale, è stato fucilato Nicola II in un tentativo di fuga mentre le truppe cecoslovacche si avvicinavano alla città. Il presidium del comitato esecutivo centrale panrusso approva tale decisione». Segue un "silenzio generale", fino a quando Lenin non propone di continuare il lavoro interrotto.
Il comunicato ufficiale alla popolazione fu diramato solo il 20 luglio. In quella data il quotidiano di Ekaterinburg Ural'skij rabocij pubblicò la notizia assieme a un articolo del giornalista Safarov:
Il 30 luglio arrivò a Ekaterinburg l'Armata Bianca e arrestò alcuni uomini dell'Armata Rossa che avevano partecipato indirettamente al crimine, iniziando l'indagine per scoprire il mistero della famiglia che porterà, anni dopo, alla definitiva certezza che quel giorno non fu risparmiato nessuno.

### Ritrovamento dei corpi

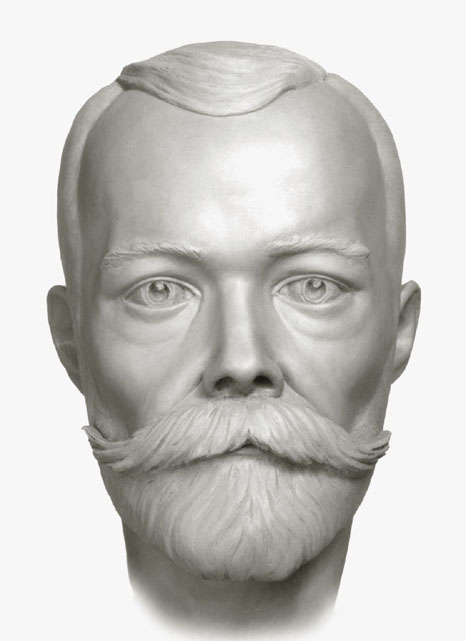
Ricostruzione forense del volto di Nicola

Nel 1990 i corpi vengono ritrovati in una fossa poco profonda rinvenuta in un bosco di betulle alla periferia di Ekaterinburg (un tempo Sverdlovsk) e identificati con la tecnica forense convenzionale delle impronte genetiche; sono eseguite anche analisi del DNA mitocondriale, pubblicate nel 1994 e riportate nel libro del genetista inglese Bryan Sykes Le sette figlie di Eva stampato in Italia da Arnoldo Mondadori Editore nel 2003. Mancano però i resti dello zarevic Aleksej e di una delle due più giovani granduchesse, Marija o Anastasija, probabilmente bruciati dopo l'esecuzione come attestano le note di Jurovskij.
Il 16 luglio 1998 la famiglia imperiale è inumata nella Cattedrale dei Santi Pietro e Paolo a San Pietroburgo in seguito a un funerale di Stato presenziato dal presidente Boris El'cin.
Il 23 agosto 2007 uno dei prosecutori dell'inchiesta sui due corpi scomparsi, Sergej Pogorelov, ha dichiarato da Ekaterinburg che «delle ossa trovate in un'area di terra bruciata presso Ekaterinburg appartengono a un ragazzo e a una ragazza all'incirca della stessa età di Aleksej e di una delle sue due più giovani sorelle». Lo scienziato locale Nikolaj Nevolin dichiarò che un test sui resti sarebbe presto stato avviato. Il 28 settembre è stato annunciato dalle autorità regionali che la probabilità che le ossa appartengano ai due figli di Nicola II «è molto alta».
Il 30 aprile 2008, in seguito alla pubblicazione dei test del DNA da parte del laboratorio statunitense che aveva in esame i resti ritrovati nell'estate, vengono definitivamente identificati i corpi della granduchessa Marija e dello zarevic Aleksej. Lo stesso giorno le autorità russe comunicano ufficialmente che l'intera famiglia è stata identificata.

### Canonizzazione
Nel 2000 la Chiesa Ortodossa russa, guidata dal Patriarca Aleksej II, ha canonizzato e dichiarato santi martiri Nicola II e la sua famiglia, considerato il contegno da loro tenuto durante la deportazione e la prigionia, il fatto di aver – come attestano diari e lettere ritrovati dopo la morte – concesso in nome della fede il perdono ai loro carcerieri e carnefici e di aver auspicato la fine della guerra civile anche davanti alla possibilità di venire salvati dall'incipiente arrivo dell'armata bianca: Nicola II in prigionia rifiutò, infatti, l'offerta di fuga propostagli da una lettera anonima inviata dallo stesso Soviet. L'ex zar giustificò il diniego con un'altra lettera nella quale sosteneva che nell'azione si sarebbe sparso troppo sangue. Un'ulteriore prova di tale rassegnazione, e che è stata determinante nei lavori del Clero ortodosso, è una lettera inviata a tutti i familiari dalla granduchessa Ol'ga, dove ella scrive: 
San Nicola II, imperatore martire e "grande portatore della Passione", unitamente a sant'Aleksandra, sant'Aleksej, santa Ol'ga, santa Tat'jana, santa Marija, sant'Anastasija e santa Elizaveta (la sorella della zarina, Elisabetta Fëdorovna, fondatrice di un ordine di monache e uccisa durante la rivoluzione) sono festeggiati il 17 luglio.

### Riabilitazione
Lo zar e la sua famiglia sono stati ufficialmente riabilitati dal Praesidium della corte suprema russa il 1º ottobre 2008, dopo una lunga battaglia legale. La corte ha riconosciuto come illegale l'esecuzione dello zar e della famiglia. In questo caso sarebbe previsto il risarcimento danni, ma solo agli eredi di primo grado, in questo caso ormai già morti.

## Il patrimonio fotografico dei Romanov
La famiglia di Nicola II era molto appassionata dell'arte della fotografia: ciascun membro della famiglia imperiale possedeva una macchina fotografica (usualmente delle Brownie prodotte dalla Kodak) e ciascuno di loro curava degli album fotografici personali (le cui foto non coincidevano mai del tutto, perché ognuno le sceglieva in base ai propri gusti).
In particolare erano le quattro sorelle OTMA, figlie di Nicola II, ad essere le più appassionate a tale arte e a scattare più foto di tutti gli altri (soprattutto una volta diventate adolescenti, in particolare all'incirca dal 1912 in poi): le migliaia di foto sono di tutti i tipi, scattate in molte occasioni diverse e in molti luoghi (dalle vacanze estive in Crimea, a quelle ricreative nell'arcipelago finlandese, passando per il panfilo imperiale Štandart e altro ancora) e raccontano anche molti momenti di vita quotidiana e semplice che non ci si aspetta da una famiglia imperiale. Vi si possono trovare anche molti riferimenti a tecnologie, questioni sociali e abitudini dell'epoca.
Dopo lo scoppio della prima guerra mondiale, buona parte delle foto degli album dei vari membri della famiglia sono dedicate ai soldati feriti curati nel lazzaretto appositamente allestito al Fëdorovskij gorodok (un piccolo gruppo di edifici a poche centinaia di metri dal Palazzo di Alessandro, dove la zarina e le due figlie maggiori prestavano servizio come crocerossine e infermiere) e alle tante visite che la famiglia imperiale faceva allo zar a Mogilev (nell'odierna Bielorussia), dove vi era la sede del quartier generale dell'esercito russo (o "Stavka").
Il singolo periodo più fotografato è il maggio 1916, dedicato alla passata in rassegna in Crimea di tutto il meglio dell'esercito, dell'armamento navale e delle tecnologie sperimentali dell'impero russo (in vista dell'imponente offensiva Brusilov che stava iniziando in quei giorni), con una dedica particolare persino alla visita che i Romanov fecero alla contessa Anna Vyrubova a Jevpatorija.
Tutti gli album rivelano anche quanto fosse isolata la famiglia di Nicola II e timida la coppia imperiale stessa: l'unica nobile amica era la contessa Vyrubova e sono in generale quasi assenti le foto di riunioni generali con la nobiltà, sia russa che di altre nazioni. Anche per questo, come visibile in molte foto, i Romanov preferivano invitare ufficiali, sottufficiali, studiosi, borghesi e perfino soldati e marinai semplici (decorati per qualcosa) nelle loro gite e in ogni occasione in cui era possibile. Altro aspetto negativo di molte foto è la ben nota arretratezza generale in cui versava l'impero (soprattutto per le infrastrutture), tale da costringere a volte persino la famiglia imperiale a fare dei 'sacrifici'.
Gli album di Olga, Tatiana, Maria e degli altri membri della famiglia imperiale si interrompono bruscamente al dicembre 1916 (potrebbe aver influito lo shock per l'assassinio di Rasputin da parte degli altri nobili il 30 dicembre 1916 e, più in generale, il rapido deterioramento della situazione politico-sociale dell'impero cha avrebbe portato due mesi dopo alla rivoluzione di febbraio), mentre Anastasia fu l'unica che continuò a scattare molte foto e a ordinarle in un album fino all'estate 1917, durante la prigionia al Palazzo di Alessandro. Dopo il trasferimento a Tobol'sk nell'agosto 1917, le foto non sono più raccolte in album e diventano molto più rare. Le ultime foto scattate sono nel maggio 1918, quando i membri della famiglia imperiale che erano rimasti a Tobolsk salparono sul battello Rus' per giungere alla loro destinazione finale, Ekaterinburg, e ricongiungersi con gli altri membri già deportati.
Oltre agli album di pubblico dominio su Flickr, l'Università Yale ne mette a disposizione altri in CC-BY.

## Onorificenze

### Titoli e gradi militari stranieri
- Feldmaresciallo dell'Esercito Britannico, 1916 (Regno Unito).
- Ammiraglio della Royal Navy, 1908 (Regno Unito).[96]

## Nella cultura di massa

### Cinema
La notizia della rivoluzione russa e della caduta dei Romanov colpisce l'opinione pubblica mondiale. I primi film che riguardano Nicola II di Russia sono prodotti già nel 1917-18 quando lo zar è ancora in vita. Nicola II torna ad essere rappresentato con una certa frequenza sullo schermo negli anni venti e trenta, e quindi dagli anni cinquanta. A colpire l'immaginazione degli spettatori continua soprattutto ad essere il misterioso ruolo esercitato nella vita di Nicola II e della famiglia reale da Grigori Rasputin. Con la fine del regime comunista si riaccende anche in Russia, a partire dagli anni novanta, l'interesse sulla famiglia imperiale dei Romanov con una lunga serie di produzioni, specie televisive, sul soggetto. Con poche eccezioni, Nicola II ha nei film un ruolo di comprimario, rispetto ad altri membri della famiglia reale (i figli Anastasia e Aleksei) o alla figura di Grigori Rasputin. Tra gli attori più noti a essersi cimentati nel ruolo ci sono Tom Hollander, Paul Otto, Ralph Morgan, Omar Sharif, Ian McKellen e Vladimir Maškov.

### Fumetti
- Nicola II compare nella Saga di Paperon de Paperoni, per la precisione nel capitolo 11: Il cuore dell'impero.

## Ascendenza
|                                      |                                                                |                                                      | Genitori                               |  |  | Nonni |  |  | Bisnonni           |  |  | Trisnonni         |  |
|                                      |                                                                |                                                      |                                        |  |  |       |  |  | Nicola I di Russia |  |  | Paolo I di Russia |  |
|                                      |                                                                |                                                      |                                        |  |  |       |  |  | Nicola I di Russia |  |  | Paolo I di Russia |  |
|                                      |                                                                | Sofia Dorotea di Württemberg                         |                                        |  |  |       |  |  | Nicola I di Russia |  |  |                   |  |
| Alessandro II di Russia              |                                                                |                                                      |                                        |  |  |       |  |  | Nicola I di Russia |  |  |                   |  |
|                                      |                                                                | Carlotta di Prussia                                  | Federico Guglielmo III di Prussia      |  |  |       |  |  |                    |  |  |                   |  |
|                                      |                                                                | Carlotta di Prussia                                  | Federico Guglielmo III di Prussia      |  |  |       |  |  |                    |  |  |                   |  |
|                                      |                                                                | Carlotta di Prussia                                  | Luisa di Meclemburgo-Strelitz          |  |  |       |  |  |                    |  |  |                   |  |
| Alessandro III di Russia             |                                                                | Carlotta di Prussia                                  |                                        |  |  |       |  |  |                    |  |  |                   |  |
|                                      |                                                                | Luigi II d'Assia                                     | Luigi I d'Assia                        |  |  |       |  |  |                    |  |  |                   |  |
|                                      |                                                                | Luigi II d'Assia                                     | Luigi I d'Assia                        |  |  |       |  |  |                    |  |  |                   |  |
|                                      |                                                                | Luigi II d'Assia                                     | Luisa d'Assia-Darmstadt                |  |  |       |  |  |                    |  |  |                   |  |
| Maria Massimiliana d'Assia-Darmstadt |                                                                | Luigi II d'Assia                                     |                                        |  |  |       |  |  |                    |  |  |                   |  |
|                                      |                                                                | Guglielmina di Baden                                 | Carlo Luigi di Baden                   |  |  |       |  |  |                    |  |  |                   |  |
|                                      |                                                                | Guglielmina di Baden                                 | Carlo Luigi di Baden                   |  |  |       |  |  |                    |  |  |                   |  |
|                                      |                                                                | Guglielmina di Baden                                 | Amelia Frederica di Hesse-Darmstadt    |  |  |       |  |  |                    |  |  |                   |  |
| Nicola II di Russia                  |                                                                | Guglielmina di Baden                                 |                                        |  |  |       |  |  |                    |  |  |                   |  |
|                                      | Federico Guglielmo di Schleswig-Holstein-Sonderburg-Glücksburg | Federico Carlo di Schleswig-Holstein-Sonderburg-Beck |                                        |  |  |       |  |  |                    |  |  |                   |  |
|                                      | Federico Guglielmo di Schleswig-Holstein-Sonderburg-Glücksburg | Federico Carlo di Schleswig-Holstein-Sonderburg-Beck |                                        |  |  |       |  |  |                    |  |  |                   |  |
|                                      | Federico Guglielmo di Schleswig-Holstein-Sonderburg-Glücksburg | Federica Amalia di Schlieben                         |                                        |  |  |       |  |  |                    |  |  |                   |  |
| Cristiano IX di Danimarca            | Federico Guglielmo di Schleswig-Holstein-Sonderburg-Glücksburg |                                                      |                                        |  |  |       |  |  |                    |  |  |                   |  |
|                                      |                                                                | Luisa Carolina d'Assia-Kassel                        | Carlo d'Assia-Kassel                   |  |  |       |  |  |                    |  |  |                   |  |
|                                      |                                                                | Luisa Carolina d'Assia-Kassel                        | Carlo d'Assia-Kassel                   |  |  |       |  |  |                    |  |  |                   |  |
|                                      |                                                                | Luisa Carolina d'Assia-Kassel                        | Luisa di Danimarca                     |  |  |       |  |  |                    |  |  |                   |  |
| Dagmar di Danimarca                  |                                                                | Luisa Carolina d'Assia-Kassel                        |                                        |  |  |       |  |  |                    |  |  |                   |  |
|                                      |                                                                | Guglielmo d'Assia-Kassel                             | Federico d'Assia-Kassel                |  |  |       |  |  |                    |  |  |                   |  |
|                                      |                                                                | Guglielmo d'Assia-Kassel                             | Federico d'Assia-Kassel                |  |  |       |  |  |                    |  |  |                   |  |
|                                      |                                                                | Guglielmo d'Assia-Kassel                             | Carolina Polissena di Nassau-Usingen   |  |  |       |  |  |                    |  |  |                   |  |
| Luisa d'Assia-Kassel                 |                                                                | Guglielmo d'Assia-Kassel                             |                                        |  |  |       |  |  |                    |  |  |                   |  |
|                                      |                                                                | Luisa Carlotta di Danimarca                          | Federico di Danimarca                  |  |  |       |  |  |                    |  |  |                   |  |
|                                      |                                                                | Luisa Carlotta di Danimarca                          | Federico di Danimarca                  |  |  |       |  |  |                    |  |  |                   |  |
|                                      |                                                                | Luisa Carlotta di Danimarca                          | Sofia Federica di Meclemburgo-Schwerin |  |  |       |  |  |                    |  |  |                   |  |
|                                      |                                                                | Luisa Carlotta di Danimarca                          |                                        |  |  |       |  |  |                    |  |  |                   |  |

### Ascendenza patrilineare
1. Elimar I di Oldenburg, conte di Oldenburg, 1040-1112
2. Elimar II di Oldenburg, conte di Oldenburg, 1070-1142
3. Cristiano I di Oldenburg, conte di Oldenburg, 1123-1167
4. Maurizio I di Oldenburg, conte di Oldenburg, 1150-1209
5. Cristiano II di Oldenburg, conte di Oldenburg, ?-1233
6. Giovanni I di Oldenburg, conte di Oldenburg, 1204-1268/1270
7. Cristiano III di Oldenburg, conte di Oldenburg, ?-1285
8. Giovanni II di Oldenburg, conte di Oldenburg, ?-1314/1316
9. Corrado I di Oldenburg, conte di Oldenburg, 1302-1347
10. Cristiano V di Oldenburg, conte di Oldenburg, 1342-1399
11. Dietrich di Oldenburg, conte di Oldenburg, 1390-1440
12. Cristiano I di Danimarca, re di Danimarca, 1426-1481
13. Federico I di Danimarca, re di Danimarca, 1471-1533
14. Adolfo di Holstein-Gottorp, duca di Holstein-Gottorp, 1526-1586
15. Giovanni Adolfo di Holstein-Gottorp, duca di Holstein-Gottorp, 1575-1616
16. Federico III di Holstein-Gottorp, duca di Holstein-Gottorp, 1597-1659
17. Cristiano Alberto di Holstein-Gottorp, duca di Holstein-Gottorp, 1641-1695
18. Federico IV di Holstein-Gottorp, duca di Schleswig-Holstein-Gottorp, 1671-1702
19. Carlo Federico di Holstein-Gottorp, duca di Schleswig-Holstein-Gottorp, 1700-1739
20. Pietro III di Russia, imperatore di Russia, 1728-1762
21. Paolo I di Russia, imperatore di Russia, 1754-1801
22. Nicola I di Russia, imperatore di Russia, 1796-1855
23. Alessandro II di Russia, imperatore di Russia, 1818-1881
24. Alessandro III di Russia, imperatore di Russia, 1845-1894
25. Nicola II, imperatore di Russia, 1868-1918